# Michael Jackson
Michael Joseph Jackson (29 tháng 8 năm 1958 – 25 tháng 6 năm 2009) là một nam ca sĩ, nhạc sĩ, vũ công, nhà sản xuất thu âm kiêm nhà hoạt động thiện nguyện người Mỹ. Với biệt danh "Ông hoàng nhạc pop", ông được đánh giá là một trong những nhân vật văn hóa quan trọng nhất thế kỷ 20. Trong suốt sự nghiệp trải dài hơn bốn thập kỷ, những đóng góp của ông cho âm nhạc, khiêu vũ và thời trang, cùng với biến động đời tư, đã đưa ông trở thành một nhân vật toàn cầu trong nền văn hóa đại chúng. Jackson đã ảnh hưởng đến các nghệ sĩ thuộc nhiều dòng nhạc khác nhau; thông qua những màn trình diễn trên sân khấu và video ca nhạc, ông đã phổ biến nhiều điệu nhảy phức tạp như moonwalk, mà ông tự đặt tên, cũng như robot.
Là người con thứ tám trong gia đình Jackson, Jackson ra mắt chuyên nghiệp vào năm 1964 cùng với các anh trai Jackie, Tito, Jermaine và Marlon với tư cách là thành viên của The Jackson 5 (sau này được gọi là Jacksons). Jackson bắt đầu sự nghiệp solo vào năm 1971 khi còn trực thuộc Motown Records. Ông trở thành một ngôi sao solo với album năm 1979 Off the Wall. Các video âm nhạc của ông, bao gồm những video cho "Beat It", "Billie Jean" và "Thriller" trong album năm 1982 Thriller, được ghi nhận là đã phá vỡ các rào cản về chủng tộc và biến phương tiện này trở thành một hình thức nghệ thuật và công cụ quảng bá. Ông đã giúp thúc đẩy sự thành công của MTV và tiếp tục đổi mới với các video cho những album Bad (1987), Dangerous (1991) và HIStory: Past, Present and Future, Book I (1995). Thriller trở thành album bán chạy nhất mọi thời đại, trong khi Bad là album đầu tiên có 5 đĩa đơn quán quân Billboard Hot 100 của Mỹ.
Từ cuối những năm 1980, Jackson trở thành một nhân vật gây tranh cãi và đồn đoán do sự thay đổi về ngoại hình, các mối quan hệ, hành vi và lối sống của mình. Năm 1993, ông bị cáo buộc lạm dụng tình dục con trai của một người bạn trong gia đình. Vụ kiện đã được giải quyết bên ngoài tòa án dân sự; Jackson không bị truy tố do thiếu bằng chứng. Năm 2005, ông bị xét xử và được trắng án về các cáo buộc lạm dụng tình dục trẻ em và một số tội danh khác. Trong cả hai vụ án, FBI đều không tìm thấy bằng chứng về hành vi phạm tội của Jackson. Năm 2009, trong khi đang chuẩn bị cho một chuỗi các buổi hòa nhạc lưu trú, This Is It, Jackson bất ngờ qua đời vì dùng propofol quá liều do bác sĩ riêng của ông, Conrad Murray kê đơn, người sau đó bị kết tội ngộ sát không tự nguyện vào năm 2011. Lễ tưởng niệm truyền hình của Jackson đã được tổ chức tại Staples Center ở Los Angeles, ước tính có hơn 2,5 tỷ người trên toàn cầu theo dõi.
Jackson là một trong những nghệ sĩ âm nhạc bán đĩa nhạc chạy nhất mọi thời đại, với doanh số ước tính hơn 400 triệu đĩa trên toàn thế giới. Ông đã có 13 đĩa đơn quán quân Billboard Hot 100 (nhiều hơn bất kỳ nam nghệ sĩ nào khác trong kỷ nguyên Hot 100) và là nghệ sĩ đầu tiên có đĩa đơn quán quân Billboard Hot 100 trong 5 thập kỷ khác nhau. Các danh hiệu của ông bao gồm 15 giải Grammy, 6 giải Brit, 1 giải Quả cầu vàng và 39 kỷ lục Guinness thế giới, trong đó có hạng mục "Nghệ sĩ giải trí thành công nhất mọi thời đại". Jackson được giới thiệu vào Đại sảnh Danh vọng Rock and Roll (hai lần), Đại sảnh Danh vọng Nhóm nhạc, Đại sảnh Danh vọng Nhạc sĩ, Đại sảnh Danh vọng Nhạc Dance (nghệ sĩ thu âm duy nhất được giới thiệu) và Đại sảnh Danh vọng Rhythm and Blues.

## Cuộc đời và sự nghiệp

### Tuổi thơ và The Jackson 5 (1958–1975)

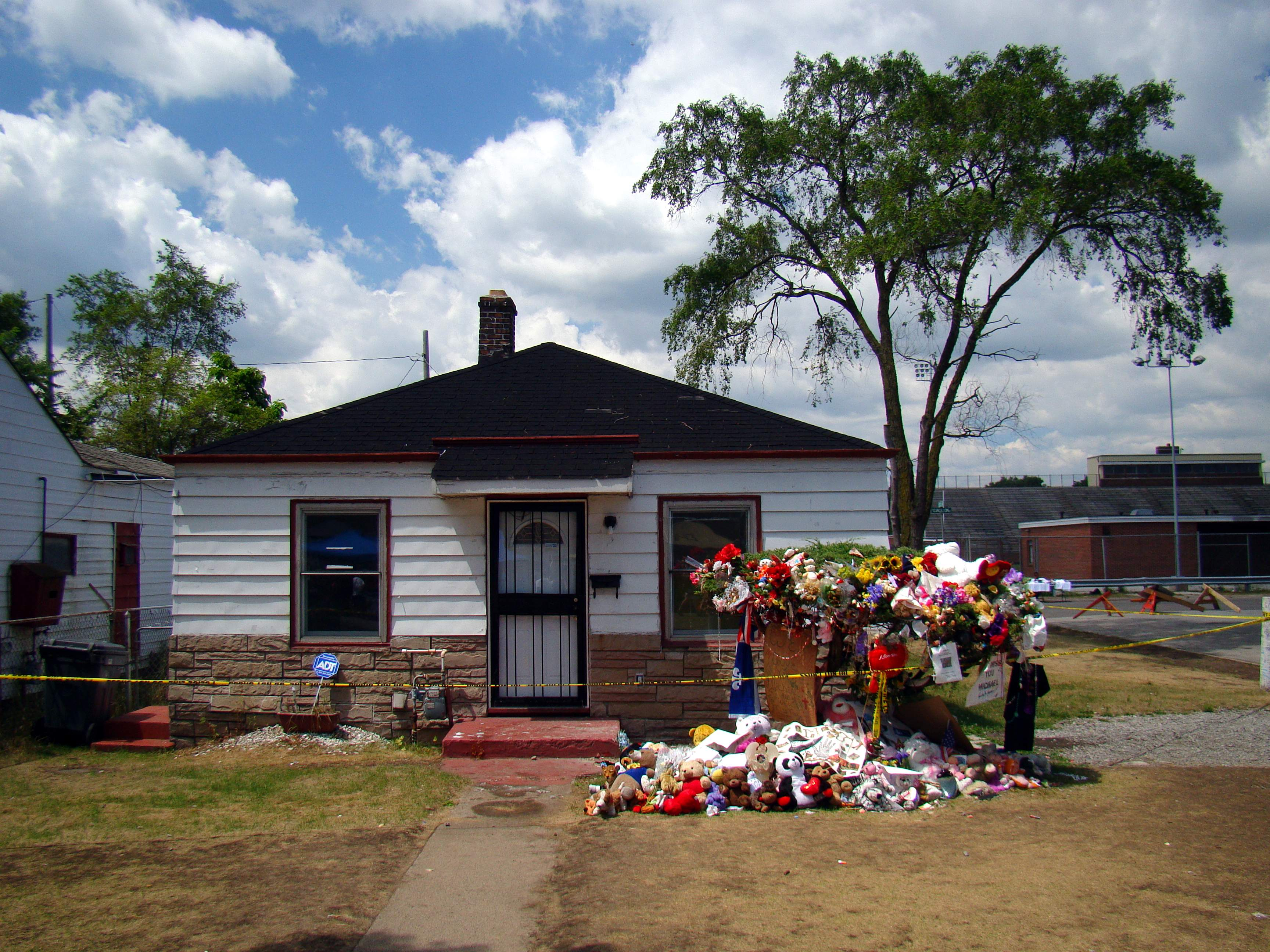
Ngôi nhà thời thơ ấu của Jackson ở Gary, Indiana, được chụp vào tháng 3 năm 2010 với những bó hoa tưởng niệm sau khi ông qua đời

Michael Joseph Jackson sinh ra ở Gary, Indiana, gần Chicago, vào ngày 29 tháng 8 năm 1958. Ông là con thứ tám trong số mười người con của gia đình Jackson, một gia đình người Mỹ gốc Phi thuộc tầng lớp lao động sống trong một ngôi nhà hai phòng ngủ trên phố Jackson. Mẹ của ông, Katherine Esther Scruse là một tín đồ nhiệt thành của giáo phái Nhân chứng Giê-hô-va. Bà từng mong muốn trở thành một ca sĩ nhạc đồng quê và dân ca, chơi clarinet và dương cầm, nhưng phải làm bán thời gian tại hãng Sears để hỗ trợ gia đình. Cha của ông, Joseph Walter "Joe" Jackson làm thuê cho Tổng công ty Thép Hoa Kỳ. Joe từng là một võ sĩ và thường biểu diễn với một ban nhạc R&B có tên là "The Falcons" để trang trải thu nhập cho gia đình. Michael lớn lên cùng 3 chị em gái (Rebbie, La Toya và Janet) và 5 anh em trai (Jackie, Tito, Jermaine, Marlon và Randy). Người anh thứ sáu, Brandon, là anh em sinh đôi với Marlon, đã mất khi vừa kịp chào đời.
Michael có một mối quan hệ không tốt đẹp với cha của mình là ông Joe. Vào năm 2003, Joe thừa nhận rằng mình thường xuyên đánh và bạo hành Jackson khi còn nhỏ. Joe còn lăng mạ con trai mình, thường bảo Jackson là đứa trẻ có "mũi to". Jackson khẳng định mình bị chính người cha ruột hành hạ cả về thể xác lẫn tinh thần, trải qua những buổi tập luyện mệt mỏi không ngớt, những trận đòn roi và chửi rủa, mặc dù ông cũng ghi nhận việc kỷ luật nghiêm ngặt của cha mình đóng một vai trò lớn trong sự thành công của mình. Chia sẻ một cách cởi mở về tuổi thơ của mình trong một buổi phỏng vấn cùng Oprah Winfrey vào tháng 2 năm 1993, Jackson thừa nhận thời thơ ấu của mình rất cô độc và bị cô lập. Sự bất mãn về ngoại hình, những lần gặp ác mộng và chứng mất ngủ kinh niên của Jackson, xu hướng vâng lời một cách thái quá, nhất là với cha của ông, cùng tính cách trẻ con trong suốt thời gian trưởng thành, là những điều bộc phát do ảnh hưởng bởi sự ngược đãi ông phải chịu đựng thời thơ ấu. Trong một cuộc phỏng vấn với Martin Bashir trong chương trình Living with Michael Jackson vào năm 2003, Jackson thừa nhận mình bị cha làm tổn thương khi còn nhỏ, gợi nhớ lại khi Joseph ngồi trên một chiếc ghế, trên tay là cái thắt lưng da trong khi các con đang luyện tập, ông nói "nếu bạn không làm đúng những gì bố tôi muốn, ông ta sẽ xé xác bạn." Cha mẹ của Jackson không đồng tình với những lời cáo buộc trên, khi Katherine khẳng định tuy hiện nay được xem là một hành động lạm dụng, nhưng trước đây đòn roi là một cách thông thường để kỷ luật con trẻ. Jackie, Tito, Jermaine và Marlon cũng cho rằng cha mình không hề bạo hành mà chỉ là hiểu lầm.
Vào năm 1964, Michael và Marlon gia nhập The Jackson Brothers—một ban nhạc do cha họ thành lập, bao gồm các anh em trai Jackie, Tito và Jermaine—trong vai trò nhạc sĩ hỗ trợ chơi conga và tambourine. Vào năm 1965, Jackson bắt đầu hát chính cùng anh trai Jermaine, với tên nhóm được đổi sang The Jackson 5. Năm sau đó, nhóm thắng giải tại một cuộc thi tìm kiếm tài năng lớn, khi Jackson trình diễn điệu nhảy theo bài hát ăn khách năm 1965 của Robert Parker là "Barefootin'". Từ năm 1966 đến 1968, ban nhạc chu du khắp vùng Trung Tây Hoa Kỳ, thường biểu diễn mở màn cho những nghệ sĩ như Sam & Dave, the O'Jays, Gladys Knight và Etta James tại nhiều câu lạc bộ và nơi tụ tập của người da màu mà người ta thường gọi bằng cái tên "chitlin' circuit". Nhóm cũng xuất hiện tại các hộp đêm và quầy rượu, nơi thường dành cho các tiết mục thoát y; hội trường địa phương và tại trường trung học. Vào tháng 8 năm 1967, trong lúc lưu diễn tại bờ Đông Hoa Kỳ, nhóm giành được một chương trình biểu diễn hàng tuần ở Apollo Theater, Harlem.

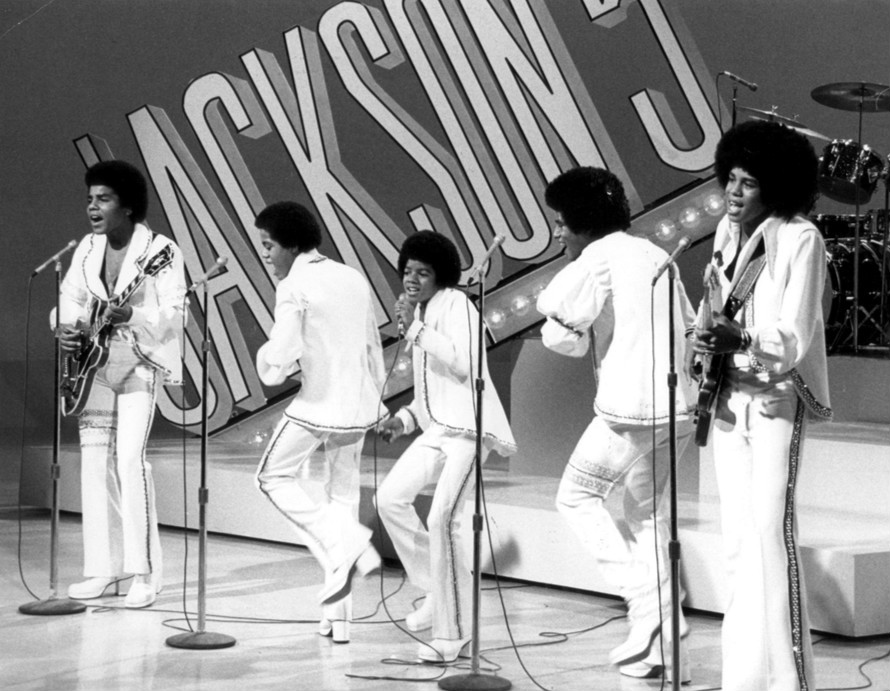
Jackson (giữa) với tư cách thành viên của The Jackson 5 vào năm 1972. Họ là ban nhạc người Mỹ gốc Phi đầu tiên nhận được sự quan tâm vượt ra ngoài biên giới nước Mỹ.

The Jackson 5 thu âm nhiều bài hát, trong đó có "Big Boy" (1968) là đĩa đơn đầu tiên của họ, cùng với Steeltown Records, một hãng thu âm tại Gary, Indiana; trước khi ký kết cùng hãng đĩa Motown vào năm 1969. The Jackson 5 rời khỏi Gary vào năm 1969 và dọn đến khu vực Los Angeles, nơi họ tiếp tục thu âm cho Motown. Rolling Stone sau này mô tả Michael thời non trẻ là một "thần đồng" với "khả năng âm nhạc trời phú," viết rằng ông "nhanh chóng trở thành người thu hút và giọng ca chính." Nhóm mở ra một kỷ lục xếp hạng mới, khi phát hành 4 đĩa đơn đầu tay "I Want You Back" (1969), "ABC" (1970), "The Love You Save" (1970) và "I'll Be There" (1970)—đều đạt vị trí quán quân trên Billboard Hot 100. Vào tháng 5 năm 1971, gia đình Jackson dời đến một ngôi nhà lớn hơn tại Encino, California, nơi Michael trưởng thành từ ca sĩ nhí sang một thần tượng tuổi thiếu niên. Khi Jackson chuyển sang sự nghiệp đơn ca vào thập niên 1970, ông tiếp tục gắn liền với Jackson 5 và Motown. Giữa năm 1972 và năm 1975, Michael phát hành 4 album phòng thu cùng Motown: Got to Be There (1972), Ben (1972), Music & Me (1973) và Forever, Michael (1975). "Got to Be There" và "Ben", các bài hát chủ đề trích từ hai album đơn ca đầu tay của Michael, là những đĩa đơn thành công, cùng phần trình bày lại bài hát "Rockin' Robin" của Bobby Day.
The Jackson 5 sau này được mô tả là "một ví dụ điển hình cho những nghệ sĩ da màu bứt phá thành công." Tuy nhiên doanh số của nhóm bắt đầu sụt giảm vào năm 1973, khi mối quan hệ giữa ban nhạc và Motown trở nên xấu đi và hãng đĩa từ chối nhiều yêu cầu sáng tạo của họ. Dù vậy, The Jackson 5 tiếp tục giành thêm nhiều đĩa đơn đạt top 40 nữa, bao gồm đĩa đơn đạt top 5 "Dancing Machine" (1974), trước khi chấm dứt hợp đồng với Motown vào năm 1975.

### Chuyển sang hãng Epic vàOff the Wall(1975–1981)

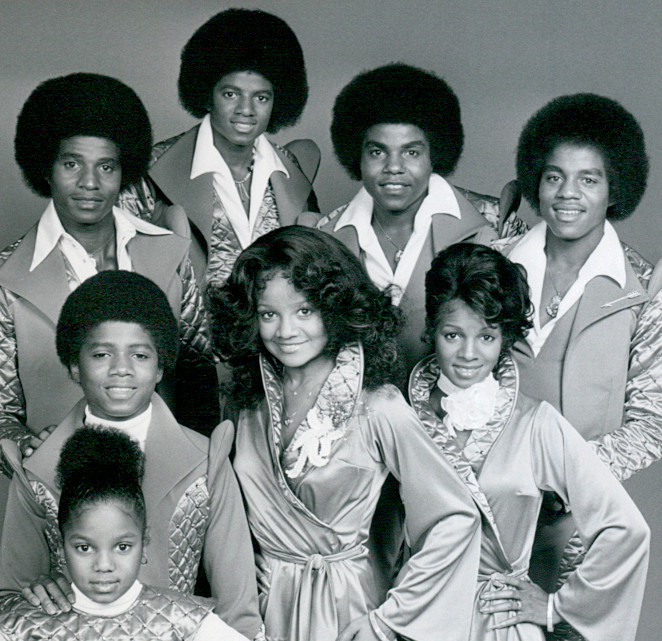
Anh chị em nhà Jackson vào năm 1977, không có Jermaine. Từ trái, hàng sau: Jackie, Michael, Tito, Marlon. Hàng giữa: Randy, La Toya, Rebbie. Hàng trước: Janet (1977).

Vào tháng 6 năm 1975, The Jackson 5 ký hợp đồng với Epic Records, một hãng đĩa thuộc biên chế của CBS Records và đổi tên thành The Jacksons. Em trai Randy chính thức gia nhập ban nhạc vào khoảng thời gian này, trong khi Jermaine chọn ở lại với hãng Motown và theo đuổi sự nghiệp solo. The Jacksons tiếp tục lưu diễn quốc tế và phát hành thêm 6 album nữa từ năm 1976 đến năm 1984. Michael, nhạc sĩ chính của nhóm trong thời gian này, đã viết nên nhiều nên bài hát thành công như "Shake Your Body (Down to the Ground)" (1979), "This Place Hotel" (1980) và "Can You Feel It" (1980). Jackson bắt đầu nghiệp diễn xuất vào năm 1978, khi ông đóng vai bù nhìn rơm Scarecrow trong The Wiz, một bộ phim của đạo diễn Sidney Lumet cùng với Diana Ross, Nipsey Russell và Ted Ross. Phim là một thất bại lớn về doanh thu. Trên phim trường, Jackson gặp gỡ Quincy Jones, người biên tập phần âm nhạc cho bộ phim và Jones đồng ý sản xuất album đơn ca tiếp theo của Jackson, Off the Wall. Năm 1979, Jackson bị gãy mũi khi đang thực hiện một vũ đạo phức tạp. Tuy nhiên, cuộc phẫu thuật không thành công như dự kiến; ông phàn nàn vì khó thở và có thể ảnh hưởng đến sự nghiệp của mình. Ông đã liên lạc với Bác sĩ Steven Hoefflin, người thực hiện cuộc sửa mũi thứ hai và những lần tiếp theo sau này của Jackson.
Off the Wall (1979), một thành quả hợp tác giữa Jackson và Jones, đã giúp định hình một Jackson từ xu hướng âm nhạc bubblegum pop thuở nhỏ sang âm nhạc chững chạc, trưởng thành, phù hợp với thị hiếu của nhiều thành phần lứa tuổi hơn. Ngoài Jackson, các nhạc sĩ khác xuất hiện trong album bao gồm Rod Temperton, Stevie Wonder và Paul McCartney. Album đạt thành công trên toàn thế giới và lập kỷ lục trở thành album đầu tiên ra mắt 4 đĩa đơn nằm trong top 10 tại Hoa Kỳ, trong đó có đĩa đơn quán quân "Don't Stop 'Til You Get Enough" và "Rock With You". Album này vươn tới vị trí thứ 3 trên bảng xếp hạng Billboard 200 và đã tiêu thụ được hơn 20 triệu bản trên thế giới.
Vào năm 1980, Jackson thắng 3 giải thưởng Âm nhạc Mỹ: "Album Soul/R&B được yêu thích nhất" cho Off the Wall, "Nam nghệ sĩ Soul/R&B được yêu thích nhất" và "Bài hát Soul/R&B được yêu thích nhất" cho "Don't Stop 'Til You Get Enough". Ông cũng giành giải Billboard Year-End cho "Nghệ sĩ da màu xuất sắc nhất" và "Album da màu xuất sắc nhất"; giải Grammy đầu tiên trong sự nghiệp cho "Trình diễn giọng R&B nam xuất sắc nhất" cùng "Don't Stop 'Til You Get Enough" vào năm 1979. Dù đạt thành công, Jackson lại cảm thấy Off the Wall có thể mang sức ảnh hưởng rộng rãi hơn nữa và xác định sản phẩm tiếp theo phải thành công ngoài sức tưởng tượng. Vào năm 1980, ông vẫn đảm bảo mức tiền bản quyền cao nhất trong ngành công nghiệp âm nhạc lúc bấy giờ: 37% tiền lợi nhuận album.

### ThrillervàMotown 25: Yesterday, Today, Forever(1982–1983)

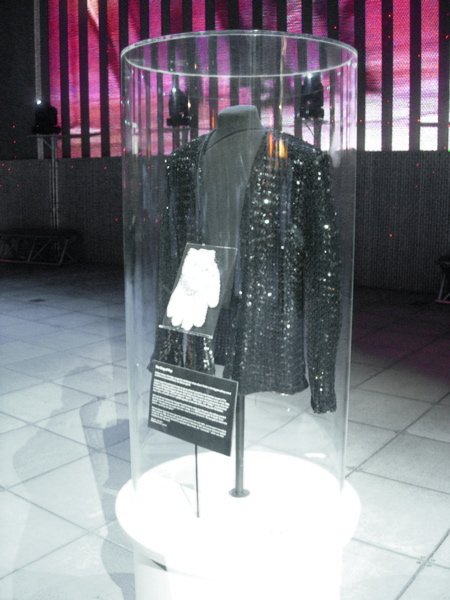
Chiếc áo jacket đính kim sa và găng tay trắng mà Jackson từng diện tại Motown 25: Yesterday, Today, Forever. Vogue Anh gọi Jackson là "người dẫn đầu xu hướng thời trang [...] người đã thổi hồn vào moonwalk, gắn liền với hình ảnh cô độc, [cùng] những chiếc găng tay lấp lánh".

Vào năm 1982, Jackson thu âm ca khúc "Someone in the Dark" cho album nhạc phim của bộ phim E.T the Extra-Terrestrial. Bài hát do Quincy Jones sản xuất này giành một giải Grammy cho "Album xuất sắc nhất dành cho trẻ em" vào năm 1983. Cuối năm đó, Jackson phát hành album Thriller, giúp ông giành thêm 7 giải Grammy, 8 giải thưởng Âm nhạc Mỹ và Jackson là người trẻ nhất đoạt Giải Merit. Thriller là album bán chạy nhất trên toàn thế giới vào năm 1983, rồi trở thành album bán chạy nhất mọi thời đại tại Hoa Kỳ và album bán chạy nhất album mọi thời đại trên toàn thế giới, tiêu thụ được khoảng 70 triệu bản. Album góp mặt trong top 10 Billboard 200 suốt 80 tuần liên tiếp, trong khi dẫn đầu 37 tuần. Đây cũng là album đầu tiên có 7 đĩa đơn lọt vào top 10 Billboard Hot 100, bao gồm "Billie Jean", "Beat It" và "Wanna Be Startin' Somethin'". Vào năm 1983, Jackson phát hành "Thriller", một video âm nhạc dài 14 phút do John Landis đạo diễn. "Thriller" được xem là cột mốc "quyết định nên video âm nhạc và phá vỡ rào cản chủng tộc" trên Music Television Channel (MTV), một kênh truyền hình giải trí non trẻ vào thời điểm trên. Vào tháng 12 năm 2009, Thư viện Quốc hội Hoa Kỳ chọn video âm nhạc này trong số 25 bộ phim xuất hiện tại Viện lưu trữ phim quốc gia, như là "những tác phẩm mang tầm quan trọng lâu dài đến văn hóa Mỹ" và sẽ "được bảo quản cho mọi thời đại." Tính đến năm 2009, đây là video duy nhất được đăng ký bổ nhiệm.
Luật sư của Jackson, John Branca nhận thấy ông đang sở hữu mức thuế suất trong ngành công nghiệp âm nhạc vào thời điểm đó: khoảng 2 đô-la cho mỗi album bán ra. Ông cũng thu về lợi nhuận kỷ lục từ doanh số đĩa nhạc. Cuốn video phim tài liệu The Making of Michael Jackson's Thriller bán hơn 350.000 bản chỉ trong vài tháng và giành giải Grammy cho "Video âm nhạc dài xuất sắc nhất". Nhiều sản phẩm nhượng quyền khác như búp bê hình Michael Jackson, xuất hiện trên cửa hiệu vào tháng 5 năm 1984. Nhà tiểu sử J. Randy Taraborrelli viết rằng "Thriller không còn được bán như một món hàng giải trí—một quyển tạp chí, con búp bê, vé xem phim—mà giống như một vật dụng chủ yếu trong gia đình hơn." Tạp chí Time mô tả ảnh hưởng của Jackson vào thời điểm trên như một "ngôi sao của những đĩa hát, sóng truyền thanh và những video nhạc rock; người cứu sống ngành thương mại âm nhạc, một nhạc sĩ đã khởi động nhịp đập cho thập kỷ, một vũ công trên phố xá với vũ điệu lạ mắt nhất của đôi chân, một ca sĩ đã phá bỏ mọi rào cản về thị hiếu, phong cách và cả màu da." The New York Times viết rằng "Trong làng nhạc Pop thế giới, có Michael Jackson và những người khác".
Vào ngày 25 tháng 3 năm 1983, Jackson đoàn tụ với anh em của mình trong chương trình kỷ niệm 25 năm của Motown mang tên Motown 25: Yesterday, Today, Forever. Được ghi hình tại Pasadena Civic Auditorium, chương trình phát sóng ngày 16 tháng 5 năm 1983 trên đài NBC, thu hút khoảng 47 triệu người xem. Jackson ban đầu từ chối biểu diễn vì cho rằng lúc đó mình xuất hiện quá nhiều trên truyền hình; dù vậy, theo yêu cầu của Berry Gordy, Jackson nhượng bộ và đồng ý trình diễn đơn ca. Trong sự kiện, Jackson biểu diễn bài hát "Billie Jean" trong chiếc áo khoác sequin đen và chiếc găng tay đính đá, nơi ông lần đầu trình diễn điệu nhảy moonwalk nổi tiếng. Điệu nhảy do cựu vũ công Soul Train và thành viên nhóm Shalamar Jeffrey Daniel dạy cho ông 3 năm trước đó. Theo Mikal Gilmore từ Rolling Stone, "Có những lúc bạn biết mình đang nghe hay thấy một điều gì đó diệu kỳ...điều phi thường ấy đã diễn ra vào đêm đó." Phần trình diễn của Jackson nhận nhiều so sánh với sự xuất hiện của Elvis Presley và the Beatles trên The Ed Sullivan Show. Chương trình thậm chí còn giúp Jackson giành được đề cử giải Emmy đầu tiên. Berry Gordy chia sẻ "từ nhịp đầu tiên của "Billie Jean" , tôi đã bị mê hoặc và khi anh ấy trình diễn màn vũ đạo thương hiệu của mình, tôi đã bị sốc, đó là ma thuật, Michael Jackson đã đi vào quỹ đạo và không bao giờ sa sút."

### Sự cố Pepsi và các hoạt động thương mại khác (1984–1985)
Vào tháng 11 năm 1983, Jackson cùng những người anh em của mình đã ký một hợp đồng quảng cáo với hãng PepsiCo với mức thù lao 5 triệu đô-la Mỹ, phá vỡ mọi kỷ lục trong ngành công nghiệp quảng cáo (tương đương $14.690.946 năm 2022). Chiến dịch đầu tiên của Pepsi diễn ra tại Hoa Kỳ từ năm 1983 đến năm 1984, với khẩu hiệu "Thế hệ mới" ("New Generation"); bao gồm quảng cáo, tài trợ lưu diễn, các sự kiện quan hệ công chúng và trong cửa hàng trưng bày. Ngày 27 tháng 1 năm 1984, Michael và các thành viên khác của the Jacksons đang ghi hình cho một quảng cáo Pepsi Cola do Phil Dusenberry và Alan Pottasch giám sát. Trước nhiều người hâm mộ trong một đêm nhạc giả định, một tàn pháo hoa vô tình rơi trúng đầu Jackson, khiến da đầu ông bị bỏng 2 độ. Jackson phải trải qua điều trị để làm mờ vết sẹo trên da đầu và có cuộc sửa mũi thứ 3 sau đó không lâu. Pepsi giải quyết vấn đề ngoài vòng pháp luật và Jackson đã trao tặng số tiền đền bù 1.5 triệu đô-la Mỹ đến Trung tâm Y tế Brotman ở Culver City, California. Trung tâm trị bỏng Michael Jackson được đặt ra để vinh danh những đóng góp cao quý của ông. Jackson ký thêm một thỏa thuận với Pepsi vào cuối những năm 1980 với trị giá 10 triệu đô-la Mỹ. Chiến dịch này tiếp cận thị trường toàn cầu với hơn 20 quốc gia và quảng bá cho album Bad của ông cũng như chuyến lưu diễn thế giới cùng tên (1987-88). Mặc dù Jackson đã hợp tác quảng cáo với nhiều công ty khác, chẳng hạn như LA Gear, Suzuki và Sony, nhưng chưa có chiến dịch nào vượt mặt Pepsi, dẫn đến sự hợp tác với nhiều ngôi sao ca nhạc khác như Britney Spears và Beyoncé Knowles để quảng bá sản phẩm.
Công việc thiện nguyện của Jackson được công nhận vào ngày 14 tháng 5 năm 1984, khi ông xuất hiện tại Nhà Trắng để nhận giải thưởng từ Tổng thống Ronald Reagan cho những đóng góp từ thiện, giúp đỡ người nghiện rượu và lạm dụng ma túy cũng như chiến dịch tuyên truyền "Không lái xe trong lúc say rượu" của cục Quản lý an toàn giao thông. Jackson cũng ủy quyền sử dụng bài hát "Beat It" cho chiến dịch này. Khác với những album sau này, Thriller không có chuyến lưu diễn chính thức để quảng bá, nhưng Victory Tour vào năm 1984 lại phô diễn nhiều bài hát đơn ca của Jackson đến hơn 2 triệu người Mỹ. Đây cũng là chuyến lưu diễn cuối cùng mà ông thực hiện với những anh em của mình. Sau khi gặp nhiều tranh cãi về giá vé, Jackson tổ chức một buổi họp báo và thông báo quyên góp phần lợi nhuận từ Victory Tour cho từ thiện, khoảng từ 3-5 triệu đô-la Mỹ.
Jackson đồng sáng tác cùng Lionel Richie trong đĩa đơn từ thiện "We Are the World" (1985). Bài hát được thu âm vào ngày 28 tháng 1 năm 1985 và phát hành trên toàn cầu vào tháng 3 năm 1985 nhằm giúp đỡ người nghèo tại Hoa Kỳ và châu Phi. Bài hát thu về 63 triệu đô-la Mỹ để cứu trợ nạn đói và trở thành một trong những đĩa đơn bán chạy nhất thế giới, với 20 triệu bản tiêu thụ. "We Are the World" giành 4 giải Grammy vào năm 1985, bao gồm giải "Bài hát của năm". Dù đạo diễn giải thưởng Âm nhạc Mỹ gỡ bài hát khỏi lễ trao giải vì cảm thấy không phù hợp, chương trình diễn ra vào năm 1986 sử dụng bài hát này để tôn vinh trong dịp kỷ niệm 1 năm. Nhà sáng lập của dự án giành thêm 2 giải AMA: một cho sáng tạo nên bài hát và cho ý tưởng USA for Africa. Jackson, Quincy Jones và nhà quảng bá Ken Kragan nhận giải thưởng đặc biệt cho vai trò sáng tác nên bài hát.
Jackson bắt đầu quan tâm đến ngành sản xuất âm nhạc sau khi hợp tác với Paul McCartney vào đầu thập niên 1980. Ông biết được McCartney thu về xấp xỉ 40 triệu đô-la Mỹ mỗi năm từ ủy quyền bài hát của mình cho người khác. Đến năm 1983, Jackson đầu tư vào quyền xuất bản những bài hát của tác giả khác, nhưng chỉ nhận mua lại một ít trong số hàng chục lời mời. Các danh mục âm nhạc mà ông đảm nhận bao gồm Sly Stone với "Everyday People" (1968), Len Barry với "1-2-3" (1965) và Dion DiMucci cùng "The Wanderer" (1961) và "Runaround Sue" (1961); dù vậy, lần bỏ tiền đáng kể nhất của Jackson diễn ra vào năm 1985, khi ông mua lại cổ phần trong ATV Music Publishing sau nhiều tháng thương lượng. ATV sở hữu bản quyền phát hành gần 4000 bài hát, bao gồm phần lớn các bản thu âm của the Beatles do Lennon-McCartney sáng tác, thuộc danh mục của Northern Songs.
Vào năm 1984, nhà đầu tư người Úc Robert Holmes à Court, cũng là người sở hữu ATV Music Publishing, thông báo rao bán danh mục của hãng này. Vào năm 1981, McCartney lên tiếng chào mua với 20 triệu bảng Anh (40 triệu đô-la Mỹ). Theo McCartney, ông đã liên lạc với Yoko Ono để cùng mua lại, với mỗi người giá 10 triệu bảng Anh, nhưng cả hai không đạt đến ý kiến thống nhất. Vì không muốn là chủ sở hữu duy nhất những bài hát của the Beatles, McCartney đã từ bỏ ý định của mình. Jackson lần đầu thông báo về cuộc thương lượng này bởi luật sư của ông, John Branca vào tháng 9 năm 1984. Luật sư của McCartney còn đảm bảo với Branca rằng McCartney không có hứng thú trong chuyện đấu thầu. McCartney phát biểu rằng "Vụ này quá đắt đỏ" trong khi các công ty và nhà đầu tư khác lại rất muốn mua lại. Jackson đưa ra số tiền 46 triệu đô-la Mỹ vào ngày 20 tháng 12 năm 1984. Vào tháng 5 năm 1985, người của Jackson chấm dứt đàm phán sau khi phải chi trả hơn 1 triệu đô-la Mỹ trong suốt 4 tháng miệt mài thương lượng. Vào tháng 6 năm 1985, Jackson và Branca biết được Công ty Giải trí của Charles Koppelman và Marty Bandier đã có một thỏa thuận thăm dò cùng Holmes à Court để mua lại ATV Music với số tiền 50 triệu đô-la Mỹ; dù vậy, vào đầu tháng 8, người của Holmes à Court đã liên lạc với Jackson để bàn bạc lại. Vụ việc được thông qua vào ngày 10 tháng 8 năm 1985, khi Jackson nâng giá lên 47.5 triệu đô-la Mỹ.

### Đồn đoán gia tăng trên báo lá cải (1986–1987)
Làn da của Jackson thuộc loại nâu trung bình trong suốt thời thơ ấu, nhưng bắt đầu đến giữa những năm 1980 thì da của ông càng trở nên sáng màu. Sự thay đổi này gây ra nhiều hoài nghi đối với công chúng, trong đó có tin đồn ông đang tẩy da. Theo tiểu sử của J. Randy Taraborrelli, vào năm 1984, Jackson được chẩn đoán mắc bệnh bạch biến và luput, khiến màu da ông trắng dần và trở nên nhạy cảm với ánh sáng Mặt trời. Quá trình điều trị càng làm da ông nhạt hơn và việc sử dụng phấn trang điểm để che đi những vùng da xấu trên mặt cũng làm Jackson trông rất trắng. Jackson khẳng định chỉ phẫu thuật nâng mũi 2 lần và không còn chỉnh sửa nào trên mặt mình. Ông giảm cân mạnh vào đầu thập niên 1980 do thay đổi chế độ ăn và mong muốn có "thân hình của vũ công". Nhiều nhân chứng nói rằng Jackson thường xuyên hoa mắt chóng mặt và biếng ăn. Giai đoạn giảm cân sau này trở thành một vấn đề diễn ra định kỳ trong cuộc đời ông.
Jackson trở thành đề tài cho nhiều báo cáo nhạy cảm trong thời gian này. Vào năm 1986, báo lá cải đưa tin Jackson ngủ trong những phòng bội áp khí oxy để ngăn chặn quá trình lão hóa; với hình ảnh ông nằm trong chiếc hộp trong suốt. Dù không phải sự thật, thông tin này được giới truyền thông khai thác rộng rãi, khiến Jackson phải tự mình phủ nhận câu chuyện này. Sau khi Jackson nhận nuôi một con tinh tinh tên là Bubbles từ phòng thí nghiệm, nhiều báo cáo cho rằng ông càng ngày sống tách biệt với thực tại. Có thông tin viết rằng Jackson được mời mua lại xương cốt của Joseph Merrick ("The Elephant Man") và cho dù không đúng sự thật, Jackson cũng chưa từng phủ nhận câu chuyện này. Tuy ban đầu nhìn nhận những điều này là cơ hội để nổi tiếng, Jackson lại dừng đưa ra những cử chỉ mập mờ đến công chúng. Do vậy, giới truyền thông bắt đầu tự thêu dệt những câu chuyện cho riêng mình. Những thông tin này đánh vào tâm thức của công chúng, gây nên cảm hứng cho một biệt danh mà Jackson khinh rẻ, "Wacko Jacko".
Jackson hợp tác với George Lucas và Francis Ford Coppola trong dự án phim 3D dài 17 phút mang tên Captain EO, ra mắt vào tháng 9 năm 1986 tại Disneyland và EPCOT ở Florida; và vào tháng 3 năm 1987 tại Tokyo Disneyland. Bộ phim có kinh phí 30 triệu đô-la Mỹ này đã thu hút sự chú ý của công chúng ở cả ba công viên. Sự thu hút vẫn tiếp diễn trong thập niên 90 khi Euro Disneyland mở cửa vào năm 1992. Tất cả bốn công viên đều tiếp tục trình chiếu nó trong những năm về sau, lần cuối cùng được nhìn thấy là tại Pháp vào năm 1998. Captain EO sau đó trở lại Disneyland vào năm 2010 sau cái chết của Jackson. Vào năm 1987, Jackson tách khỏi đạo Nhân Chứng Giê-hô-va khi họ không chấp nhận video Thriller.

### Bad, cuốn tự truyện và Neverland (1987–1990)

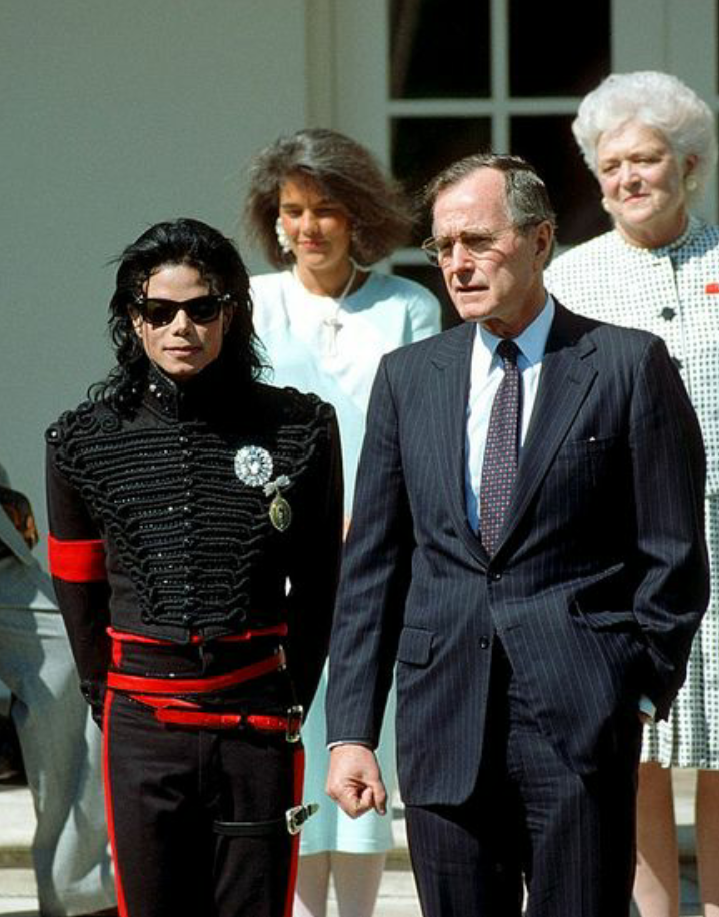
Jackson và Tổng thống George H. W. Bush tại Nhà Trắng vào ngày 5 tháng 4 năm 1990. Đây là lần thứ hai Jackson được một vị Tổng thống Hoa Kỳ vinh danh.

Với sự chờ đợi lớn từ ngành công nghiệp, Jackson phát hành album đầu tiên sau 5 năm, Bad vào năm 1987. Album bán được hơn 30-45 triệu đĩa trên toàn thế giới; giành 2 giải Grammy, trong đó có giải "Video dạng ngắn xuất sắc nhất" cho "Leave Me Alone" vào năm 1989. Cùng năm đó, Jackson giành "Giải thưởng thành tựu" tại giải thưởng Âm nhạc Mỹ cho nhiều kỷ lục cùng Bad: là album đầu tiên có 5 ca khúc leo lên vị trí quán quân Hoa Kỳ là "I Just Can't Stop Loving You", "Bad", "The Way You Make Me Feel", "Man in the Mirror" và "Dirty Diana"; là album đầu tiên dẫn đầu tại 25 quốc gia và là album bán chạy nhất thế giới trong năm 1987-88. Jackson mở đầu chuyến lưu diễn đơn ca đầu tiên, Bad World Tour vào ngày 12 tháng 9 năm 1987 và kết thúc ngày 14 tháng 1 năm 1989. Chỉ riêng tại Nhật Bản, chương trình có 14 buổi diễn cháy vé và thu hút 570.000 khán giả, gấp gần 3 lần kỷ lục trước với 200.000 người trong một chuyến lưu diễn. Jackson phá vỡ kỷ lục Guinness khi có 504.000 người đến dự 7 đêm diễn cháy vé tại sân vận động Wembley. Chuyến lưu diễn kéo dài 16 tháng gồm 123 buổi công diễn, thu hút 4,4 triệu người hâm mộ.
Năm 1988, Jackson hoàn thành và phát hành cuốn tự truyện đầu tiên của ông, Moonwalk sau 4 năm và bán được hơn 200.000 bản. Trong cuốn sách, ông viết về thời thơ ấu của mình, ban nhạc The Jackson 5 cũng như những vấn đề liên quan đến diện mạo của bản thân. Moonwalk dẫn đầu danh sách bán chạy nhất của The New York Times. Ông sau đó cho ra mắt một bộ phim mang tên Moonwalker, bao gồm những màn trình diễn trực tiếp và thước phim ngắn, có sự xuất hiện của Jackson và Joe Pesci. Bộ phim ban đầu được dự định chiếu rạp, nhưng do các vấn đề tài chính, bộ phim phát hành dưới dạng video tại nhà. Phim dẫn đầu bảng xếp hạng Billboard Top Music Video Cassette trong 22 tuần lễ, trước khi bị hạ bệ bởi Michael Jackson: The Legend Continues. Tháng 3 năm 1988, Jackson mua một khu đất rộng 2.700 mẫu Anh (11 km2) gần Santa Ynez, California để xây dựng khu điền trang Neverland với giá 17 triệu đô (tương đương $42.064.716 năm 2022). Ông đã cho lắp đặt bánh xe đu quay, đu ngựa gỗ, rạp chiếu phim và sở thú; với đội ngũ 40 bảo vệ trên mặt đất. Vào năm 2003, nơi này trị giá xấp xỉ 100 triệu đô-la Mỹ.
Vào năm 1989, thu nhập hàng năm của Jackson từ doanh số album, sản phẩm nhượng quyền và các đêm diễn ước tính đạt 125 triệu đô-la Mỹ. Không lâu sau, ông trở thành người phương Tây đầu tiên xuất hiện trong một quảng cáo truyền hình tại Liên Xô. Với những thành công nối tiếp, Jackson được ví von là "Ông hoàng nhạc pop". Cái tên này do Elizabeth Taylor đặt ra khi bà trao cho ông giải "Soul Train Heritage Award" vào năm 1989, công bố rằng: "Anh ấy là một ông vua thực sự của nhạc pop, rock và soul." Vào năm 1990, tổng thống George H. W. Bush trực tiếp trao giải "Nghệ sĩ của thập niên" cho Jackson. Kể từ năm 1985 đến 1990, ông đã quyên góp 455.000 đô-la Mỹ đến United Negro College Fund và lợi nhuận từ đĩa đơn "Man in the Mirror" cho từ thiện, Màn trình bày trực tiếp "You Were There" của Jackson tại sinh nhật lần thứ 60 của Sammy Davis Jr. đã giúp ông giành đề cử giải Emmy lần thứ 2.

### Dangerousvà công tác xã hội (1991–1993)
Tháng 3 năm 1991, Jackson gia hạn hợp đồng cùng hãng Sony với số tiền kỷ lục 65 triệu đô-la Mỹ, vượt qua hợp đồng của Neil Diamond với Columbia Records. Vào năm 1991, Jackson phát hành album thứ 8, Dangerous mà ông đồng sản xuất cùng Teddy Riley. Dangerous đạt 7 lần chứng nhận đĩa Bạch kim tại Hoa Kỳ và chạm mốc 30 triệu bản trên toàn cầu vào năm 2008. Đĩa đơn đầu tiên, "Black or White" đoạt ngôi quán quân Billboard Hot 100 trong 7 tuần và dẫn đầu nhiều bảng xếp hạng quốc gia khác. Đĩa đơn thứ hai, "Remember the Time" có 8 tuần lọt vào top 5 và vươn đến vị trí thứ 3 tại Mỹ. Dangerous là album bán chạy nhất năm 1992 trên toàn cầu và "Black or White" giành giải "Đĩa đơn bán chạy nhất của năm" tại Giải thưởng Âm nhạc Billboard. Tại đây, ông cũng thắng giải "Nghệ sĩ bán chạy nhất thập niên 1980". Vào năm 1993, Jackson trình bày bài hát tại Soul Train Music Awards trên một chiếc ghế, khi ông gặp chấn thương lúc tập dượt. Tại châu Âu và Anh Quốc, "Heal the World" là đĩa đơn thành công nhất, với 450.000 bản tiêu thụ và giữ nguyên vị trí Á quân tại Vương quốc Liên hiệp Anh trong 5 tuần vào năm 1992.

Jackson trong chuyến lưu diễn Dangerous World Tour vào năm 1993. Dangerous được nhiều cây viết công nhận là có sức ảnh hưởng đến những nghệ sĩ nhạc pop và R&B đương đại.

Jackson thành lập nên Quỹ Heal the World vào năm 1992. Tổ chức từ thiện này mang những trẻ em nghèo đến trang trại của Jackson để vui chơi và giải trí; gửi hàng triệu đô-la Mỹ trên khắp toàn cầu để giúp đỡ các trẻ em bị đe dọa bởi chiến tranh, đói nghèo và bệnh tật. Cũng trong năm này, Jackson xuất bản cuốn sách thứ hai, Dancing the Dream. Tuyển tập thơ này cho thấy khía cạnh gần gũi hơn ở Jackson và là một thành công thương mại. Chuyến lưu diễn Dangerous World Tour mở đầu vào ngày 27 tháng 6 năm 1992 và kết thúc vào ngày 11 tháng 11 năm 1993, thu về 100 triệu đô-la Mỹ (tương đương $202.580.051 năm 2022) từ 70 đêm nhạc và 3,5 triệu khán giả. Ông đã bán bản quyền phát sóng chuyến lưu diễn cho hãng HBO với giá 20 triệu đô-la Mỹ, phá kỷ lục về bản quyền phát sóng chương trình.
Sau cái chết của Ryan White, Jackson giúp công chúng nâng cao nhận thức về căn bệnh HIV/AIDS; ông công khai yêu cầu chính quyền Clinton tại Gala nhậm chức của Bill Clinton chu cấp thêm tiền cho những tổ chức từ thiện và nghiên cứu HIV/AIDS. Trong chuyến đi đến châu Phi, Jackson tới thăm nhiều quốc gia như Gabon và Ai Cập. Điểm dừng chân đầu tiên của ông là tại Gabon, nơi có sự đón tiếp của hơn 100.000 người, với biểu ngữ: "Chào mừng về nhà Michael", và được Tổng thống Omar Bongo trao tặng Huân chương Quốc gia Tứ đẳng. Tại Bờ Biển Ngà, Jackson được một tộc trưởng gọi là "Vua Sani". Sau đó, ông cảm ơn những người đứng đầu bộ lạc bằng cả tiếng Anh lẫn tiếng Pháp, đồng thời ký các văn bản chính thức hóa vương quyền của mình, và ngồi trên ngai vàng trong khi chủ trì nghi lễ.
Vào tháng 1 năm 1993, Jackson trình diễn trong tiết mục giữa giờ tại Super Bowl XXVII, diễn ra ở Pasadena, California. Do sự suy giảm tỉ suất người xem trong giờ nghỉ giải lao những năm trước, NFL quyết định tìm kiếm một tên tuổi lớn để thu hút khán giả và Jackson đã được lựa chọn bởi danh tiếng và tầm ảnh hưởng của mình. Đây là kỳ Super Bowl đầu tiên mà tỉ suất khán giả xem vào giờ nghỉ cao hơn cả trận đấu chính. Ông đã hát bốn ca khúc: "Jam", "Billie Jean", "Black or White" và "Heal the World". Album Dangerous của Jackson sau đó đã tăng 90 hạng trên bảng xếp hạng album, đạt đến top 10 sau hơn 1 năm ra mắt. Vào tháng 2 năm 1993, Jackson đã được trao "Giải Huyền thoại sống" tại lễ trao giải Grammy lần thứ 35 ở Los Angeles. Cũng trong năm này, ông đã chiến thắng 3 giải thưởng âm nhạc Mỹ ở hạng mục "Album Pop/Rock được yêu thích nhất", "Đĩa đơn Soul/R&B được yêu thích nhất" và là người đầu tiên thắng "Giải thưởng Nghệ sĩ Quốc tế". Giải thưởng này sau đó được chính thức mang tên ông.

### Vụ kiện lạm dụng tình dục thứ nhất và cuộc hôn nhân đầu tiên (1993–1995)
Vào mùa thu năm 1993, Jackson bị buộc tội lạm dụng tình dục trẻ em bởi một cậu bé 13 tuổi tên là Jordan Chandler và cha của cậu, Evan Chandler. Gia đình của Chandler yêu cầu Jackson bồi thường, nhưng ông đã từ chối. Jordan Chandler sau đó kể với cảnh sát rằng mình bị Jackson xâm hại tình dục. Chandler từng phát biểu "Nếu tôi thắng vụ này, tôi sẽ là người thành công nhất. Không đời nào tôi thua cả. Tôi sẽ lấy tất cả những gì tôi muốn và sự nghiệp của Michael sẽ tan tành mây khói." Vào tháng 1 năm 1994, sau khi điều tra cáo buộc tống tiền của Chandler, luật sư phó Quận Los Angeles, Michael J. Montagna khẳng định vụ việc không được xem xét do thiếu sự hợp tác từ Jackson và nhiều lý do khác.
Vào tháng 8 năm 1993, cảnh sát lục soát tư gia của Jackson và, theo ghi nhận của tư liệu tòa án, tìm thấy sách và ảnh những bé trai trong tình trạng không mặc quần áo ở phòng ngủ của ông. Vì những quyển sách này được sở hữu một cách hợp pháp, bồi thẩm đoàn quyết định không truy tố Jackson. Vào tháng 12 năm 1993, cảnh sát khám nghiệm cơ thể Jackson dựa theo những đặc điểm mô tả của Jordan Chandler. Dù có nhiều khác biệt giữa báo cáo nội bộ ban đầu của công tố viên và các nhà điều tra, luật sư Quận vẫn tin rằng bản khai tuyên thệ sẽ cho kết quả mô tả chính xác. Một cuộc vận động bào chữa cho Jackson diễn ra vào năm 2004, khẳng định rằng ông chưa từng bị bồi thẩm đoàn truy tố hình sự và không có hành vi sai trái.
Cuộc điều tra không đi đến kết quả và không có lời buộc tội nào. Jackson mô tả vụ việc thông qua một buổi tuyên bố đầy xúc động, khẳng định mình hoàn toàn vô tội. Vào tháng 1 năm 1994, Jackson dàn xếp với gia đình nhà Chandler bên ngoài phiên tòa với số tiền 22 triệu đô-la Mỹ. Bồi thẩm đoàn Quận Santa Barbara và bồi thẩm đoàn Quận Los Angeles giải thể ngày 2 tháng 5 năm 1994, mà không khởi tố Jackson; nhà Chandler ngừng hợp tác điều tra vào ngày 6 tháng 7 năm 1994. Tài liệu về cuộc dàn xếp ngoài tòa thừa nhận Jackson không có hành vi sai trái và không có trách nhiệm pháp lý; gia đình Chandler và luật sư Larry Feldman ký kết mà không có tranh luận nào. Theo một cuộc điều tra của FBI về tài liệu thu thập trong gần 20 năm, không có một bằng chứng nào ghi nhận Jackson xâm hại tình dục hay cử chỉ khiếm nhã đến trẻ dưới vị thành niên. Theo các báo cáo của DCFS, họ không tìm thấy chứng cớ đáng tin cậy về lạm dụng tình dục hoặc hành vi sai trái ở Jackson.
Vào tháng 5 năm 1994, Jackson kết hôn với Lisa Marie Presley, con gái của Elvis và Priscilla Presley. Hai người gặp nhau lần đầu năm 1975, khi Lisa mới 7 tuổi, trong lễ đính hôn của một thành viên gia đình Jackson tại MGM Grand và sau này đoàn tụ qua một người bạn. Theo một người bạn của Presley, "tình bạn của cả hai bắt đầu vào tháng 11 năm 1992 tại L.A." Họ liên lạc với nhau hằng ngày bằng điện thoại. Khi những lời cáo buộc xâm hại tình dục trẻ em trở nên công khai, Jackson nhận được nhiều lời động viên tinh thần từ Lisa; cô quan tâm đến tình hình sức khỏe sút kém và nghiện thuốc phiện của Jackson. Presley giải thích "Tôi tin rằng anh ấy không làm gì sai và bị vu cáo. Và tôi bắt đầu yêu anh ấy. Tôi muốn giúp đỡ anh. Tôi cảm thấy mình có thể làm được việc đó." Sau đó, cô thuyết phục Jackson giải quyết vụ bê bối xâm hại tình dục trẻ em ngoài tòa án và đi cai nghiện.
Jackson cầu hôn với Presley qua điện thoại vào mùa thu năm 1993, nói rằng "Nếu anh muốn cưới em, em sẽ đồng ý chứ?" Hai người kết hôn tại Cộng hòa Dominica trong vòng bí mật và liên tiếp phủ nhận đã cưới nhau trong gần hai tháng sau đó. Vào thời điểm đó, báo lá cải cho rằng đám cưới là một mánh khóe chống đỡ cho hình ảnh công chúng của Jackson. Cuộc hôn nhân kéo dài chưa đầy hai năm và kết thúc trong thân tình. Vào năm 2010, khi phỏng vấn cùng Oprah, Presley thừa nhận họ quay lại cùng nhau thêm 4 năm sau cuộc ly hôn, cho đến khi cô quyết định dừng lại.

### HIStory, cuộc hôn nhân thứ hai và làm cha (1995–1997)
Năm 1995, Jackson sáp nhập cổ phần của mình trong ATV Music với bộ phận xuất bản âm nhạc của Sony để tạo nên Sony/ATV Music Publishing. Jackson giữ được nửa quyền sở hữu của công ty, nhận trước 95 triệu đô-la Mỹ cũng như sở hữu tác quyền nhiều bài hát hơn. Sau đó, ông phát hành album-kép HIStory: Past, Present and Future, Book I. Đĩa đầu tiên, HIStory Begins là một album tuyển tập gồm 15 bài hát và sau đó được tái phát hành dưới tựa đề Greatest Hits: HIStory, Volume I vào năm 2001. Đĩa thứ hai, HIStory Continues chứa 13 bài hát mới và 2 phiên bản trình bày lại. Album đạt vị trí số một trên các bảng xếp hạng và được chứng nhận 7 đĩa Bạch kim ở Mỹ. Đây là album đa đĩa bán chạy nhất mọi thời đại, với hơn 20 triệu bản (tổng cộng là 40 triệu đĩa) được bán ra trên toàn thế giới. HIStory cũng giành thêm một đề cử giải Grammy cho "Album của năm".
"Scream/Childhood" là đĩa đơn đầu tiên được phát hành trong album; đây là một bản song ca với em gái Janet Jackson, mang nội dung phản biện lại những cáo buộc mà các phương tiện truyền thông tạo ra xung quanh vụ kiện lạm dụng trẻ em của ông năm 1993. Video âm nhạc của bài hát này vẫn đang giữ kỷ lục về chi phí đầu tư, với hơn 7 triệu đô-la Mỹ; trong khi bài hát mở màn ở vị trí thứ 5 tại Hoa Kỳ và nhận được một đề cử giải Grammy ở hạng mục "Hợp tác giọng pop xuất sắc nhất". Đĩa đơn tiếp theo, "You Are Not Alone" nắm giữ Kỷ lục Guinness Thế giới khi là bài hát đầu tiên trong lịch sử âm nhạc đứng hạng nhất ngay trong tuần đầu tiên trên bảng xếp hạng Billboard Hot 100. Bài hát cũng mang về một đề cử giải Grammy khác cho "Trình diễn giọng pop xuất sắc nhất".

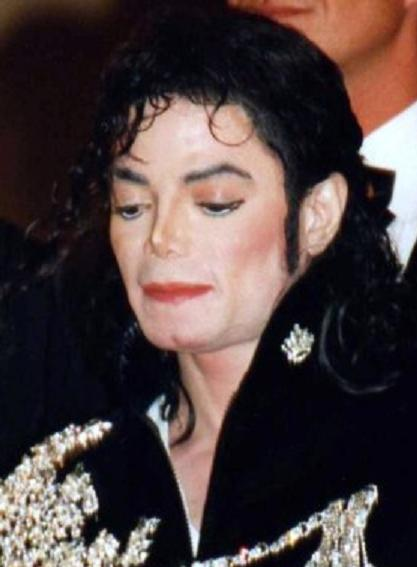
Jackson tại buổi công chiếu Michael Jackson's Ghosts, thuộc Liên hoan phim Cannes 1997

Vào cuối năm 1995, Jackson được đưa tới bệnh viện sau khi đột ngột ngất xỉu trong một buổi diễn tập cho buổi biểu diễn trên truyền hình; nguyên nhân do hoảng hốt và căng thẳng. Đĩa đơn thứ 3, "Earth Song" đạt vị trí quán quân tại UK Singles Chart trong 6 tuần vào mùa Giáng sinh năm 1995; đây là đĩa đơn thành công nhất của Jackson tại đảo quốc sương mù, với hơn 1 triệu bản tiêu thụ. Đĩa đơn "They Don't Care About Us" sau khi phát hành gây nhiều tranh cãi về phần lời ca khúc có tính chất bài Do Thái. Jackson sau đó chỉnh sửa lời ca và phát hành làm một phiên bản khác. Năm 1996, Jackson giành giải Grammy "Video dạng ngắn xuất sắc nhất" cho "Scream" và một giải thưởng Âm nhạc Mỹ cho "Nam nghệ sĩ Pop/Rock xuất sắc nhất".
Chuyến lưu diễn HIStory World Tour bắt đầu từ ngày 7 tháng 9 năm 1996 đến 15 tháng 10 năm 1997, thu về tổng cộng 165 triệu đô-la Mỹ. Jackson trình diễn 82 đêm nhạc tại 58 thành phố, đi qua 5 châu lục và 35 quốc gia, phục vụ hơn 4.5 triệu người hâm mộ; đây là chuyến lưu diễn thành công nhất trong sự nghiệp của Jackson về lượng khán giả. Vào tháng 11 năm 1996, trong chuyến lưu diễn HIStory World Tour, Jackson kết hôn với y tá da liễu Deborah Jeanne Rowe tại một buổi lễ không sắp đặt trước tại Sydney, Úc. Hai người gặp gỡ từ giữa những năm 80 khi Jackson bắt đầu bị chẩn đoán mắc chứng bạch biến. Rowe giành nhiều thời gian chăm sóc, động viên Jackson và xây dựng tình bạn giữa họ trước khi bắt đầu yêu nhau. Vào thời gian làm lễ cưới, Rowe đã mang thai đứa con đầu lòng của Jackson được 6 tháng. Cả hai ban đầu không có kế hoạch kết hôn, nhưng mẹ của Jackson đã can thiệp và thuyết phục họ cưới nhau. Michael Joseph Jackson Jr (được biết đến với tên "Prince") chào đời ngày 13 tháng 2 năm 1997; Rowe hạ sinh thêm bé gái Paris-Michael Katherine Jackson vào ngày 3 tháng 4 năm 1998. Cả hai ly hôn năm 1999 trong bầu không khí tương đối hòa đồng và Rowe trao hết quyền nuôi con cho Jackson.
Năm 1997, Jackson phát hành Blood on the Dance Floor: HIStory in the Mix, một tập hợp bản phối lại các đĩa đơn từ HISory và 5 bài hát mới. Với 6 triệu đĩa bán ra, đây là album phối lại bán chạy nhất mọi thời đại. Album và bài hát chủ đề cùng đạt vị trí cao nhất tại Anh. Tại Mỹ, album đạt chứng nhận Bạch kim, tuy chỉ vươn đến vị trí thứ 24. Forbes ước tính thu nhập của Jackson ở mức 35 triệu đô-la Mỹ trong năm 1996 và 20 triệu đô-la Mỹ vào năm 1997. Trong suốt tháng 6 năm 1999, Jackson đã tham gia vào một số hoạt động từ thiện. Ông gia nhập vào buổi hòa nhạc của Luciano Pavarotti ở Modena, Ý. Chương trình hỗ trợ tổ chức phi lợi nhuận War Child và trích ra một triệu đô la cho cộng đồng người tị nạn Kosovo, Nam Tư, cũng như bổ sung kinh phí cho các trẻ em ở Guatemala. Cuối tháng đó, Jackson tổ chức những buổi hòa nhạc từ thiện "Michael Jackson & Friends" ở Đức và Hàn Quốc. Các nghệ sĩ tham gia bao gồm Slash, The Scorpions, Boyz II Men, Luther Vandross, Mariah Carey, A. R. Rahman, Prabhu Deva Sundaram, Shobana, Andrea Bocelli và Luciano Pavarotti. Toàn bộ doanh thu đều được quyên góp cho Quỹ Nelson Mandela cho trẻ em, các Hội Chữ thập đỏ và UNESCO.

### Tranh cãi hãng thu vàInvincible(1997–2002)
Vào năm 2000 và 2001, Jackson làm việc tại phòng thu cùng nhiều nhạc sĩ như Teddy Riley và Rodney Jerkins. Vào tháng 10 năm 2001, ông phát hành Invincible; album dài đầu tiên của Jackson trong 6 năm và là album phòng thu cuối cùng phát hành khi ông còn sống. Trong thời gian, Jackson có nhiều tranh chấp cùng hãng thu âm Sony Music Entertainment. Jackson kỳ vọng có thể thu hồi lại giấy phép sở hữu album, giúp ông quảng bá album của mình vào đầu thập niên 2000. Dù vậy, điều khoản trong hợp đồng lại hoãn ngày thu hồi sang nhiều năm tới. Jackson biết được luật sư đại diện cho ông trong bản hợp đồng cũng đại diện cho Sony. Jackson cũng lo lắng hãng có thể rao bán danh mục âm nhạc của ông với giá rẻ trong tương lai và mong muốn sớm kết thúc hợp đồng.
Vào tháng 9 năm 2001, Jackson tổ chức hai đêm nhạc kỷ niệm 30 năm ca hát tại Madison Square Garden. Jackson lần đầu xuất hiện cùng anh em của mình từ năm 1984. Buổi hòa nhạc còn có sự góp mặt của các ca sĩ tên tuổi khác như Mýa, Usher, Whitney Houston, NSYNC, Destiny's Child, Monica, Luther Vandross và Slash. Đêm diễn thứ hai diễn ra vào đêm trước sự kiện 11 tháng 9. Chương trình được phát trên truyền hình dưới tựa đề Michael Jackson: 30th Anniversary Celebration. Sau đó, Jackson giúp đỡ tổ chức đêm nhạc từ thiện United We Stand: What More Can I Give tại RFK Stadium, Washington, D.C. Buổi hòa nhạc diễn ra vào ngày 21 tháng 10 năm 2001, với màn trình diễn hạ màn "What More Can I Give" của Jackson.
Invincible là một thành công thương mại, leo lên vị trí cao nhất tại 13 quốc gia, đồng thời bán được xấp xỉ 13 triệu đĩa trên toàn cầu. Tại Hoa Kỳ, album 2 lần đạt chứng nhận Bạch kim. Dù vậy, doanh số của Invincible lại thấp hơn những album trước của Jackson, do thiếu quảng bá và tranh chấp cùng hãng đĩa. Album cũng ra mắt trong khoảng thời điểm xấu trong ngành công nghiệp âm nhạc. Album tiêu tốn 30 triệu đô-la Mỹ để thu âm, không bao gồm chi phí quảng cáo. Invincible phát hành 3 đĩa đơn là "You Rock My World", "Cry" và "Butterflies". Vào tháng 7 năm 2002, Jackson công khai chỉ trích chủ hãng thu âm Sony Music lúc bấy giờ, Tommy Mottola là một "con quỷ dữ", một "kẻ phân biệt chủng tộc" không ủng hộ những nghệ sĩ Mỹ Phi. Jackson còn cho biết ông chủ hãng đĩa đã gọi bạn đồng nghiệp Irv Gotti là "một thằng mọi béo" ("fat nigger"). Sony từ chối gia hạn hợp đồng cùng Jackson, khẳng định chiến dịch quảng bá trị giá 25 triệu đô-la Mỹ đã thất bại vì Jackson không muốn lưu diễn tại Hoa Kỳ.
Cùng năm, đứa con thứ ba của Jackson, Prince Michael Jackson Jr II (biệt danh "Blanket") ra đời. Jackson chưa bao giờ tiết lộ danh tính của mẹ đứa trẻ, chỉ khẳng định đây là kết quả của quá trình thụ tinh trong ống nghiệm từ người phụ nữ và tinh trùng của ông. Ngày 20 tháng 11 năm đó, Jackson đem con trai mình ra trước ban công nơi Khách sạn Adlon, Berlin; ông bế con mình bằng tay phải và giơ con mình ra ngoài lan can ban công trong một khoảnh khắc ngắn để khoe với những người hâm mộ bên dưới. Hành động liều lĩnh đã bị dư luận chỉ trích. Jackson sau đó đã xin lỗi về vụ việc, gọi đó là "một sai lầm tồi tệ". Sony phát hành Number Ones, một đĩa hát tập hợp các ca khúc thành công của Jackson dưới định dạng CD và DVD. Tại Hoa Kỳ, album đạt 3 lần chứng nhận Bạch kim bởi RIAA; 6 lần chứng nhận Bạch kim tại Vương quốc Liên hiệp Anh với doanh số 1.2 triệu bản.

### Vụ kiện lạm dụng tình dục thứ hai và được trắng án (2002–2005)

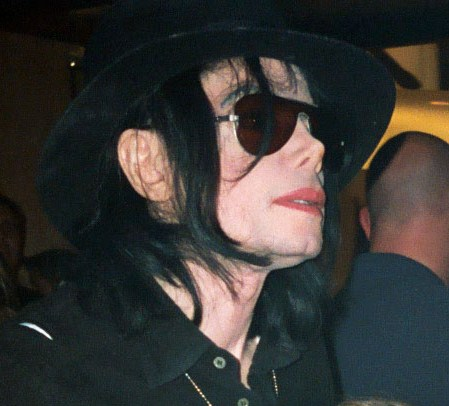
Jackson tại Las Vegas năm 2003

Đầu tháng 5 năm 2002, Jackson cho phép một đoàn làm phim tài liệu, do biên tập viên truyền hình người Anh Quốc Martin Bashir dẫn đầu, theo chân ông khắp mọi nơi, trong đó có thời gian xảy ra "sự cố bế em bé" của Jackson tại Berlin. Chương trình phát sóng trên kênh truyền hình Granada vào tháng 3 năm 2003, với tựa đề Living With Michael Jackson. Trong một cảnh gây tranh cãi, Jackson được nhìn thấy khi nắm tay và bình luận về việc chia sẻ giường ngủ với một cậu bé. Khi tập phim lên sóng, văn phòng của luật sư quận Santa Barbara bắt đầu điều tra. Theo một cuộc khảo sát của LAPD và DCFS vào tháng 2 năm 2003, các cáo buộc lạm dụng tình dục đến Jackson là "vô căn cứ".
Sau khi cậu bé, tên thật là Gavin Arvizo, cùng mẹ tố cáo Jackson có những hành vi không đúng mực, ông bị sở cảnh sát quận Santa Barbara, California bắt giữ vào tháng 11 năm 2003, khi đang quay video âm nhạc cho bài hát "One More Chance" tại Las Vegas. Ông bị buộc tội ở 7 điểm về vấn đề xâm hại tình dục trẻ em và 2 điểm về quản lý tình trạng say xỉn cùng mối quan hệ với cậu bé Arvizo trong chương trình. Jackson bác bỏ những cáo buộc này, khẳng định tiệc ngủ lại nhà không mang tính chất gợi dục. Phiên tòa diễn ra vào ngày 31 tháng 1 năm 2005 tại Santa Maria, California và kéo dài 5 tháng, cho đến hết tháng 5. Trong suốt thời gian hầu tòa, Jackson trở nên phụ thuộc vào thuốc giảm đau gây nghiện như morphine hay demetrol, phải trải qua những trận ốm vì căng thẳng và sút cân, càng làm biến đổi dung nhan của ông. Vào ngày 13 tháng 6 năm 2005, Jackson được công nhận trắng án ở tất cả điểm luận tội. Sau đó ông chuyển tới định cư ở đảo quốc Bahrain ở vịnh Persian, như là khách của Sheikh Abdullah.

### Những năm cuối đời, vấn đề tài chính,Thriller 25vàThis Is It(2006–2009)

Jackson và con trai Blanket tại Disneyland Paris năm 2006

Vào tháng 3 năm 2006, căn nhà chính tại khu điền trang Neverland bị đóng cửa do biện pháp cắt giảm chi phí. Nhiều báo cáo về việc Jackson gặp khó khăn tài chính xuất hiện trong thời gian này. Jackson chưa thanh toán khoản nợ 270 triệu đô-la Mỹ trước cổ phần xuất bản âm nhạc của mình, dù những cổ phần này được báo cáo mang về 75 triệu đô-la Mỹ cho ông mỗi năm. Bank of America nhượng lại khoản nợ này cho Fortress Investments. Hãng Sony đề xuất một thỏa thuận tái cơ cấu, giúp họ có thể mua lại một nửa cổ phần của Jackson trong công ty xuất bản thuộc sở hữu chung (để lại cho Jackson 25% cổ phần). Jackson chấp nhận một thỏa thuận tái cấp vốn do Sony hỗ trợ vào tháng 4 năm 2006, dù chi tiết không được công bố. Vào tháng 9 năm 2006, Jackson và vợ cũ Debbie Rowe xác nhận họ đang thảo lại quyền nuôi con. Nội dung chưa từng được công bố, khi Jackson tiếp tục làm người giám hộ của hai đứa trẻ.
Đầu năm 2006, có thông báo rằng Jackson đã ký một hợp đồng với hãng thu âm tại Bahrain mang tên Two Seas Records. Tuy vậy, chủ tịch của hãng, Guy Holmes khẳng định bản hợp đồng này chưa từng được hoàn thành. Trong năm 2006, Sony tập hợp 20 đĩa đơn từ thập niên 1980 và 1990 vào loạt đĩa Michael Jackson: Visionary. Nhờ album này, nhiều đĩa đơn quay trở lại các bảng xếp hạng. Vào tháng 10 năm 2006, phóng viên của Fox News, Roger Friedman phát biểu rằng Jackson đang thu âm một album tại Westmeath, Ireland. Vào tháng 11 năm 2006, Jackson mời đoàn làm phim Access Hollywood đến xưởng thu âm tại Westmeath, trong khi MSNBC công bố ông đang thực hiện album mới cùng will.i.am từ nhóm the Black Eyed Peas. Ông trở lại Hoa Kỳ sau mùa Giáng sinh năm 2006 để dự đám tang của James Brown tại Augusta, Georgia. Tại buổi lễ, ông khẳng định "James Brown là nguồn cảm hứng vĩ đại nhất của tôi."
Mùa xuân năm 2007, Jackson và Sony hợp tác mua lại một hãng xuất bản khác: Famous Music LLC, do Viacom sở hữu. Hợp đồng này giúp ông sở hữu bản quyền nhiều bài hát như của Eminem, Shakira và Beck. Jackson thu âm cùng will.i.am trong thời gian tại New York và tại Las Vegas với Akon và RedOne. Vào tháng 9 năm 2007, Jackson vẫn được thông báo đang hợp tác cùng will.i.am, nhưng album này sau cùng không bao giờ hoàn thiện. Vào năm 2008, Jackson và Sony phát hành Thriller 25 nhằm kỷ niệm 25 năm ngày ra đời album Thriller. Album này có sự xuất hiện của bài hát chưa từng được phát hành "For All Time" cũng như nhiều bản phối khí lại, nơi Jackson hợp tác với nhiều nghệ sĩ trẻ tuổi. Thriller 25 phát hành 2 đĩa đơn đạt thành công khiêm tốn: "The Girl Is Mine 2008" (cùng will.i.am) và "Wanna Be Startin' Somethin' 2008" (cùng Akon). Trong dịp sinh nhật thứ 50 của Jackson, Sony BMG phát hành một loạt album tuyển tập mang tên King of Pop. Album này có nhiều danh sách ca khúc khác nhau phụ thuộc vào việc bầu của người hâm mộ tại mỗi quốc gia. King of Pop đạt đến top 10 tại hầu hết các quốc gia xếp hạng và có doanh số tốt tại nhiều quốc gia như Hoa Kỳ.
Vào năm 2008, Fortress Investments đe dọa sẽ đóng cửa điền trang Neverland, nơi Jackson sử dụng như tài sản thế chấp cho số nợ 10 triệu đô-la Mỹ. Dù vậy Fortress chọn bán đi số nợ của Jackson cho Colony Capital LLC. Vào tháng 11, Jackson đổi tên của điền trang thành Sycamore Valley Ranch Company LLC, đánh dấu sự liên doanh giữa Jackson và Colony Capital LLC. Hợp đồng này xóa đi khoản nợ của Jackson và mang về thêm 35 triệu đô-la Mỹ. Vào thời điểm Jackson qua đời, ông vẫn giữ cổ phần tại Neverland/Sycamore Valley, nhưng không được tiết lộ nội dung. Vào tháng 9 năm 2008, Jackson đàm phán với Julien's Auction House để trưng bày và đấu giá bộ sưu tập kỷ vật lớn, với xấp xỉ 1.390 món vật. Cuộc đấu giá được lên kế hoạch diễn ra giữa ngày 22 và 25 tháng 4. Triển lãm kỷ vật mở cửa vào ngày 14 tháng 4, nhưng buổi đấu giá bị hủy theo yêu cầu của Jackson.
Vào tháng 3 năm 2009, Jackson chủ trì một buổi họp báo tại The O2 Arena, Luân Đôn và thông báo một loạt buổi hòa nhạc trở lại mang tên This Is It. Đây là loạt chương trình lớn đầu tiên của Jackson từ khi HIStory World Tour kết thúc vào năm 1997. Jackson gợi ý có thể từ giã sự nghiệp sau chương trình này. Kế hoạch ban đầu là 10 đêm nhạc tại Luân Đôn, Paris, Thành phố New York và Mumbai. Randy Phillips, chủ tịch của AEG Live khẳng định chỉ riêng 10 buổi diễn đầu cũng đã mang về cho Jackson khoản thu nhập gần 50 triệu bảng Anh. Chương trình tại Luân Đôn tăng lên 50 đêm nhạc sau khi phá vỡ kỷ lục bán vé: hơn 1 triệu vé bán ra trong chưa đầy 2 tiếng. Các buổi hòa nhạc dự kiến sẽ diễn ra từ ngày 13 tháng 7 năm 2009 đến ngày 6 tháng 3 năm 2010. Jackson đã chuyển đến Los Angeles, nơi ông đã tập luyện trong những tuần trước chuyến lưu diễn dưới sự chỉ đạo của biên đạo múa Kenny Ortega, người mà ông đã từng làm việc cùng trong các chuyến lưu diễn trước đây. Buổi diễn tập được tổ chức tại The Forum và Staples Center, đều thuộc sở hữu của AEG. Trước thời gian này, có thông tin ông mở một dòng thời trang mới cùng Christian Audigier.

## Qua đời

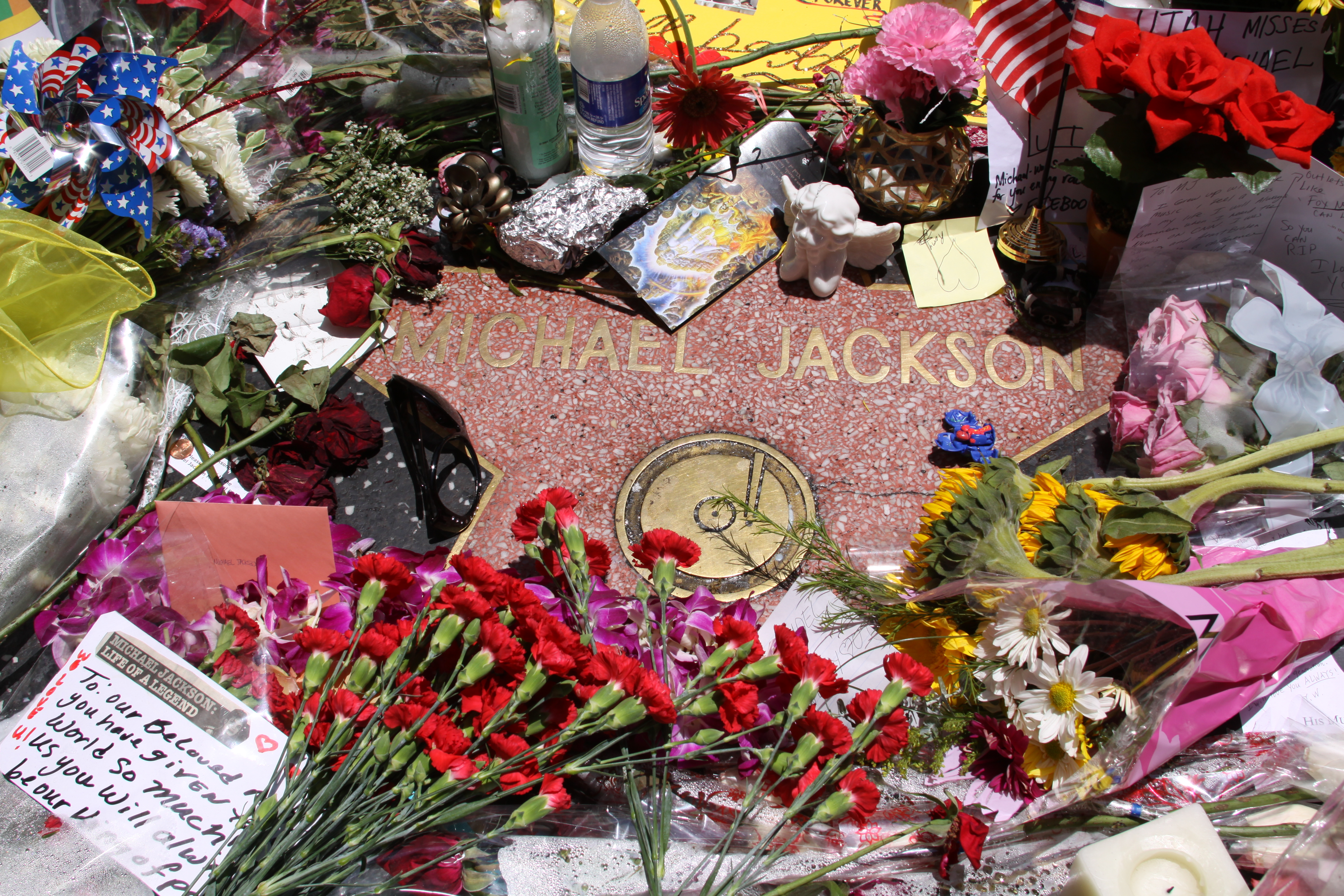
Người hâm mộ đặt hoa và dòng ghi chú lên ngôi sao của Jackson trên Đại lộ Danh vọng Hollywood vào ngày ông qua đời

Vào ngày 25 tháng 6 năm 2009, chưa đầy ba tuần trước khi buổi diễn This Is It đầu tiên khai màn ở London, khi tất cả các buổi hòa nhạc đều cháy vé, Jackson qua đời vì ngừng tim. Conrad Murray, bác sĩ riêng của ông, đã đưa cho Jackson uống nhiều loại thuốc khác nhau để giúp ông ngủ ngon trong căn biệt thự cho thuê ở Holmby Hills, Los Angeles. Nhân viên y tế đã nhận được cuộc gọi 911 lúc 12:22 trưa theo giờ Thái Bình Dương (19:22 UTC) và ngay lập tức có mặt sau đó ba phút. Jackson ngưng thở và hô hấp nhân tạo đã được thực hiện. Những nỗ lực hồi sức tiếp tục được diễn ra trên quãng đường đến Trung tâm Y tế Ronald Reagan UCLA, và trong hơn một giờ sau khi đến nơi, nhưng tất cả đều bất thành, Jackson được tuyên bố là đã qua đời lúc 2:26 chiều theo giờ Thái Bình Dương (21:26 UTC).
Jackson đã sử dụng propofol, lorazepam và midazolam; ông mất do dùng propofol quá liều. Tin tức về cái chết của ông nhanh chóng lan truyền trên Internet, khiến các trang web bị gián đoạn và sập do lượng người dùng quá tải, đồng thời gây ra hiện tượng nghẽn mạng chưa từng thấy đối với các dịch vụ và trang web bao gồm Google, AOL Instant Messenger, Twitter và Wikipedia. Nhìn chung, lưu lượng truy cập web tăng từ 11% đến 20%. MTV và BET đã phát sóng những video ca nhạc của Jackson, và các chương trình đặc biệt về Jackson được phát sóng trên nhiều đài truyền hình ở khắp thế giới. MTV đã tạm thời trở lại định dạng phát sóng video âm nhạc truyền thống, và phát sóng hàng giờ liền các video âm nhạc của ông, cùng các bản tin trực tiếp đặc biệt với nội dung liên quan đến phản ứng của đội ngũ nhân sự MTV cũng như những người nổi tiếng khác về vấn đề này.

### Tang lễ và tưởng niệm
Lễ tưởng niệm Jackson được cử hành vào ngày 7 tháng 7 năm 2009, tại Staples Center ở Los Angeles, trước đó là một nghi lễ riêng tư tại Sảnh Tự do của Nghĩa trang Forest Lawn. Hơn 1,6 triệu người hâm mộ đã đăng ký mua vé tham dự lễ tang; 8.750 người được chọn thông qua hình thức rút thăm ngẫu nhiên và mỗi người nhận được hai vé. Lễ tưởng niệm này là một trong những sự kiện được theo dõi nhiều nhất trong lịch sử phát trực tuyến, với lượng khán giả Hoa Kỳ ước tính là 31,1 triệu và khán giả trên toàn thế giới ước tính là khoảng 2,5 đến 3 tỷ.
Mariah Carey, Stevie Wonder, Lionel Richie, Jennifer Hudson và Shaheen Jafargholi tham gia biểu diễn tại lễ tưởng niệm, Smokey Robinson và Queen Latifah đọc điếu văn. Al Sharpton nhận được sự hoan nghênh nhiệt liệt khi chia sẻ với các con của Jackson rằng: "Chẳng có gì lạ về bố của các cháu cả. Cái kỳ lạ ở đây chính là thứ mà bố của các cháu đang phải đối mặt. Nhưng dù gì đi chăng nữa thì ông ấy cũng đã giải quyết được nó rồi." Con gái 11 tuổi của Jackson, Paris Katherine, trong lần phát biểu đầu tiên trước công chúng, đã bật khóc khi nói trước đám đông. Mục sư Lucious Smith đã đọc lời kinh kết. Thi hài của Jackson được an nghỉ tại Nghĩa trang Forest Lawn ở Glendale, California vào ngày 3 tháng 9 năm 2009.

### Điều tra hình sự và truy tố Conrad Murray
Vào tháng 8 năm 2009, Cơ quan điều tra quận Los Angeles đã đưa ra phán quyết cho rằng cái chết của Jackson là một vụ giết người. Các quan chức thực thi pháp luật đã buộc tội Murray với tội danh ngộ sát không tự nguyện vào ngày 8 tháng 2 năm 2010. Cuối năm 2011, ông bị kết tội ngộ sát không tự nguyện và bị giam giữ mà không được phép bảo lãnh để chờ tuyên án. Murray bị kết án bốn năm tù giam.

### Doanh thu sau khi mất
Tại lễ trao giải thưởng Âm nhạc Mỹ 2009, Jackson đã giành được bốn giải sau khi qua đời, trong đó có hai giải cho album tổng hợp Number Ones, nâng tổng số lần giành giải thưởng Âm nhạc Mỹ của ông lên thành 26. Trong năm ông qua đời, hơn 16,1 triệu bản album của Jackson đã được bán ra ở Mỹ và 35 triệu bản album được bán ra trên toàn thế giới, nhiều hơn bất cứ một nghệ sĩ nào khác trong năm 2009. Ông trở thành nghệ sĩ đầu tiên bán được một triệu lượt tải nhạc trong một tuần, với 2,6 triệu lượt bài hát tải xuống. Thriller, Number Ones và  The Essential Michael Jackson đã trở thành những album catalog đầu tiên bán chạy hơn bất kỳ một album mới ra nào. Jackson còn trở thành nghệ sĩ đầu tiên sở hữu bốn trong số 20 album bán chạy nhất trong một năm tại Mỹ.
Sau khi doanh thu tăng vọt, vào tháng 3 năm 2010, Sony Music đã ký một thỏa thuận trị giá 250 triệu đô la (tương đương $335.495.193 năm 2022) với Jackson Estate (một thực thể pháp lý   bảo vệ và quản lý tài sản của Jackson sau khi ông mất) nhằm gia hạn quyền phân phối của họ đối với các bản thu đã được phát hành trước đó của Jackson cho đến ít nhất là năm 2017; thoả thuận này hết hạn vào năm 2015. Đây là bản hợp đồng có giá trị kỷ lục trong lịch sử âm nhạc đối với một nghệ sĩ solo. Họ đồng ý phát hành mười album bao gồm các tác phẩm chưa từng được phát hành và tuyển tập những ca khúc đã được phát hành. Thỏa thuận này được gia hạn một lần nữa vào năm 2017. Tháng 7 năm đó, một tòa án ở Los Angeles đã trả cho Jones 9,4 triệu đô la tiền bản quyền tranh chấp đối với các album  Off the Wall, Thriller và Bad.  Vào tháng 7 năm 2018, Sony/ATV đã mua lại cổ phần của Estate trong EMI với giá 287,5 triệu đô la.
Năm 2014, Jackson trở thành nghệ sĩ đầu tiên có đĩa đơn đứng đầu bảng xếp hạng Billboard Hot 100 trong 5 thập kỷ khác nhau. Năm kế tiếp, Thriller trở thành album đầu tiên được RIAA cấp chứng nhận 30 triệu đơn vị album được tiêu thụ; một năm sau, nó đã được chứng nhận 33 đĩa bạch kim, sau khi Soundscan tính thêm lượng stream và lượt tải nhạc số vào công thức chứng nhận album.

### Các bản phát hành và tác phẩm di cảo
Ca khúc di cảo đầu tiên của Jackson, "This Is It", được đồng sáng tác cùng với Paul Anka vào những năm 1980, phát hành vào tháng 10 năm 2009. Những người anh em còn sống của nhà Jackson đã đoàn tụ lại với nhau để thu âm hát đệm cho bài nhạc. Tiếp đến là một bộ phim tài liệu nói về các buổi tập dượt chuẩn bị cho chuyến lưu diễn This Is It đã bị hủy bỏ, Michael Jackson's This Is It và một album tổng hợp. Chỉ trong 2 tuần công chiếu, bộ phim đã trở thành phim tài liệu hoặc phim hòa nhạc có doanh thu cao nhất từ trước đến nay, với doanh thu hơn 260 triệu đô la trên toàn thế giới. Jackson Estate nhận được 90% lợi nhuận. Cuối năm 2010, Sony phát hành album di cảo đầu tiên, Michael, và đĩa đơn quảng bá "Breaking News". Nghệ sĩ từng hợp tác với Jackson là Will.i.am đã bày tỏ sự bất bình, nói rằng Jackson sẽ không chấp nhận việc phát hành nó.
Nhà phát triển trò chơi điện tử Ubisoft đã phát hành một trò chơi điện tử ca nhạc có sự góp mặt của Jackson cho mùa lễ hội năm 2010, Michael Jackson: The Experience; nó là một trong những trò chơi đầu tiên sử dụng Kinect và PlayStation Move, hệ thống các camera phát hiện chuyển động dành cho Xbox 360 và PlayStation 3. Xscape, một album bao gồm các sản phẩm chưa từng được phát hành, đã ra mắt vào ngày 13 tháng 5 năm 2014. Cuối năm đó, Queen phát hành một bản song ca được thu âm vào những năm 1980 giữa Jackson và Freddie Mercury. Một album tổng hợp có tên Scream, được phát hành vào ngày 29 tháng 9 năm 2017.
Tháng 10 năm 2011, công ty giải trí Cirque du Soleil đã khởi động chuyến lưu diễn Michael Jackson: The Immortal World Tour, với kinh phí sản xuất 57 triệu USD, tại Montreal, cùng với một vài đêm diễn lưu trú khác tại Las Vegas. Một chương trình có quy mô lớn hơn và đậm chất ca kịch hơn của Cirque du Soleil mang tên Michael Jackson: One,  đã được thiết kế dưới hình thức biểu diễn lưu trú tại khu nghỉ dưỡng Mandalay Bay ở Las Vegas, mở màn vào ngày 23 tháng 5 năm 2013, trong một rạp hát đã được tân trang lại. Một vở nhạc kịch mang tên MJ the Musical được công chiếu tại sân khấu Broadway vào năm 2022.
Vào tháng 4 năm 2011, Mohamed Al-Fayed, chủ tịch câu lạc bộ bóng đá Fulham, đã cho khánh thành một bức tượng của Jackson bên ngoài sân nhà của câu lạc bộ, Craven Cottage. Nó được chuyển đến Bảo tàng Bóng đá Quốc gia ở Manchester vào tháng 5 năm 2014, và bị di dời vào tháng 3 năm 2019 sau các cáo buộc tấn công tình dục mới.
Năm 2012, trong một nỗ lực chấm dứt tranh chấp nội bộ gia đình, anh trai của Jackson là Jermaine đã rút lại chữ ký của mình trong một bức thư công khai với nội dung chỉ trích những người thừa hành Jackson Estate và các cố vấn của mẹ ông về tính hợp pháp của bản di chúc mà Michael để lại. T.J. Jackson, con trai của Tito Jackson, đã được trao quyền đồng giám hộ các con của Michael Jackson sau khi xuất hiện thông tin không chính xác về việc Katherine Jackson bị mất tích. Bản song ca giữa Jackson và Justin Timberlake có tựa đề "Love Never Felt So Good" được phát hành vào năm 2014, đưa Jackson trở thành nghệ sĩ đầu tiên có đĩa đơn lọt top 10 bảng xếp hạng Billboard Hot 100 của Mỹ trong 5 thập kỷ khác nhau khi đĩa đơn này đạt vị trí thứ 9. Tháng 11 năm 2019, có thông tin cho rằng một bộ phim tiểu sử về Jackson – do Graham King, từng là nhà sản xuất cho Bohemian Rhapsody (2018), đảm nhiệm vai trò sản xuất – đang được thực hiện, với phần kịch bản do John Logan chấp bút. Jackson Estate đã cấp bản quyền âm nhạc cho King và sẽ trực tiếp làm việc với King trong dự án lần này.

### Các cáo buộc lạm dụng tình dục trẻ em sau khi mất

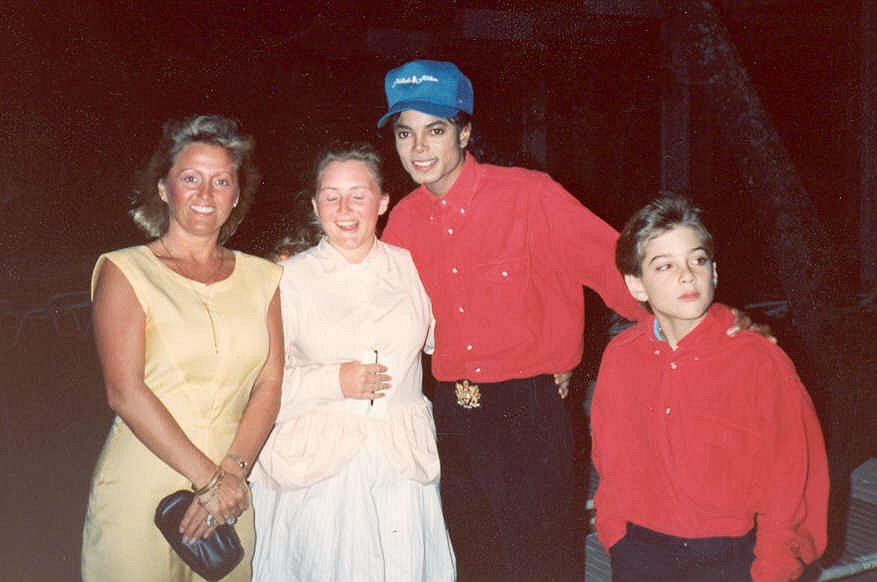
Jackson và Safechuck (phải) ở Honolulu, Hawaii vào năm 1988

Năm 2013, biên đạo múa Wade Robson đã đệ đơn cáo buộc Michael Jackson lạm dụng tình dục mình trong vòng 7 năm, bắt đầu từ khi anh 7 tuổi (1989–1996). Năm 2014, James Safechuck đã đệ đơn cáo buộc Jackson lạm dụng tình dục mình trong khoảng thời gian 4 năm (1988–1992), bắt đầu từ khi anh 10 tuổi. Tuy nhiên, trước đó, cả hai người đều đứng ra bào chữa cho Jackson vào năm 1993; Robson tiếp tục làm điều tương tự vào năm 2005. Năm 2015, đơn kiện của Robson chống lại Jackson Estate đã bị bác bỏ với lý do đệ đơn quá muộn. Đơn kiện của Safechuck cũng đã hết thời hiệu khởi kiện. Vào năm 2017, tòa án ra phán quyết rằng các công ty của Michael Jackson không thể chịu trách nhiệm về những hành vi bị cáo buộc trong quá khứ của ông. Phán quyết bị kháng cáo, và vào ngày 20 tháng 10 năm 2020, vụ kiện của Safechuck chống lại các công ty của Jackson một lần nữa bị bác bỏ. Tòa án ra phán quyết rằng không có đủ bằng chứng cho thấy Safechuck có mối quan hệ với các công ty nói trên. Vào ngày 26 tháng 4 năm 2021, vụ kiện của Robson đã bị bác bỏ do thiếu bằng chứng cho thấy các bị cáo đã bị Jackson kiểm soát.
Robson và Safechuck đã mô tả chi tiết các cáo buộc này bằng hình ảnh trong bộ phim tài liệu Leaving Neverland, phát hành vào tháng 3 năm 2019. Nhiều đài phát thanh ở New Zealand, Canada, Anh và Hà Lan đã xóa nhạc của Jackson ra khỏi danh sách phát của họ. Gia đình của Jackson đã lên án bộ phim này là một "trò lừa đảo công chúng", Jackson Estate cũng đưa ra một tuyên bố trong đó gọi bộ phim là "vụ ám sát nhân vật lá cải [mà Jackson] phải chịu đựng từ khi còn sống, và bây giờ là khi đã qua đời". Các cộng sự thân cận của Jackson như Corey Feldman, Aaron Carter, Brett Barnes và Macaulay Culkin đều cho biết Jackson chưa từng gạ gẫm họ. Những bộ phim tài liệu khác như Neverland Firsthand: Investigating the Michael Jackson Documentary và Michael Jackson: Chase the Truth đều đưa ra những dẫn chứng để phản bác các tuyên bố này. Doanh số bán album của Jackson đã tăng sau bộ phim tài liệu. Gail Mitchell, một biên tập viên cấp cao của Billboard, cho biết cô cùng một đồng nghiệp đã phỏng vấn khoảng 30 giám đốc điều hành âm nhạc, tất cả bọn họ đều tin rằng di sản của Jackson có thể vượt qua những tranh cãi này. Vào cuối năm 2019, một số đài phát thanh ở New Zealand và Canada đã thêm lại nhạc của Jackson vào danh sách phát của họ, với lý do "kết quả khảo sát người nghe tích cực".
Vào ngày 21 tháng 2 năm 2019, gia đình Jackson đã khởi kiện HBO do đã vi phạm điều khoản không miệt thị lẫn nhau từ bản hợp đồng năm 1992. Mục đích nhằm buộc HBO tham gia vào một vụ tố tụng không bí mật dẫn đến khoản bồi thường lên tới hơn 100 triệu USD cho Estate. Đáp lại, HBO cho biết họ không vi phạm hợp đồng và đã đệ đơn chống lại SLAPP đối với Estate. Tháng 9 năm 2019, Thẩm phán George H. Wu đã bác bỏ đơn kiện của HBO và cho phép Jackson Estate được quyền phân xử. HBO sau đó kháng cáo, nhưng vào tháng 12 năm 2020, tòa phúc thẩm đã tái khẳng định phán quyết của Thẩm phán Wu.

## Phong cách nghệ thuật

### Ảnh hưởng

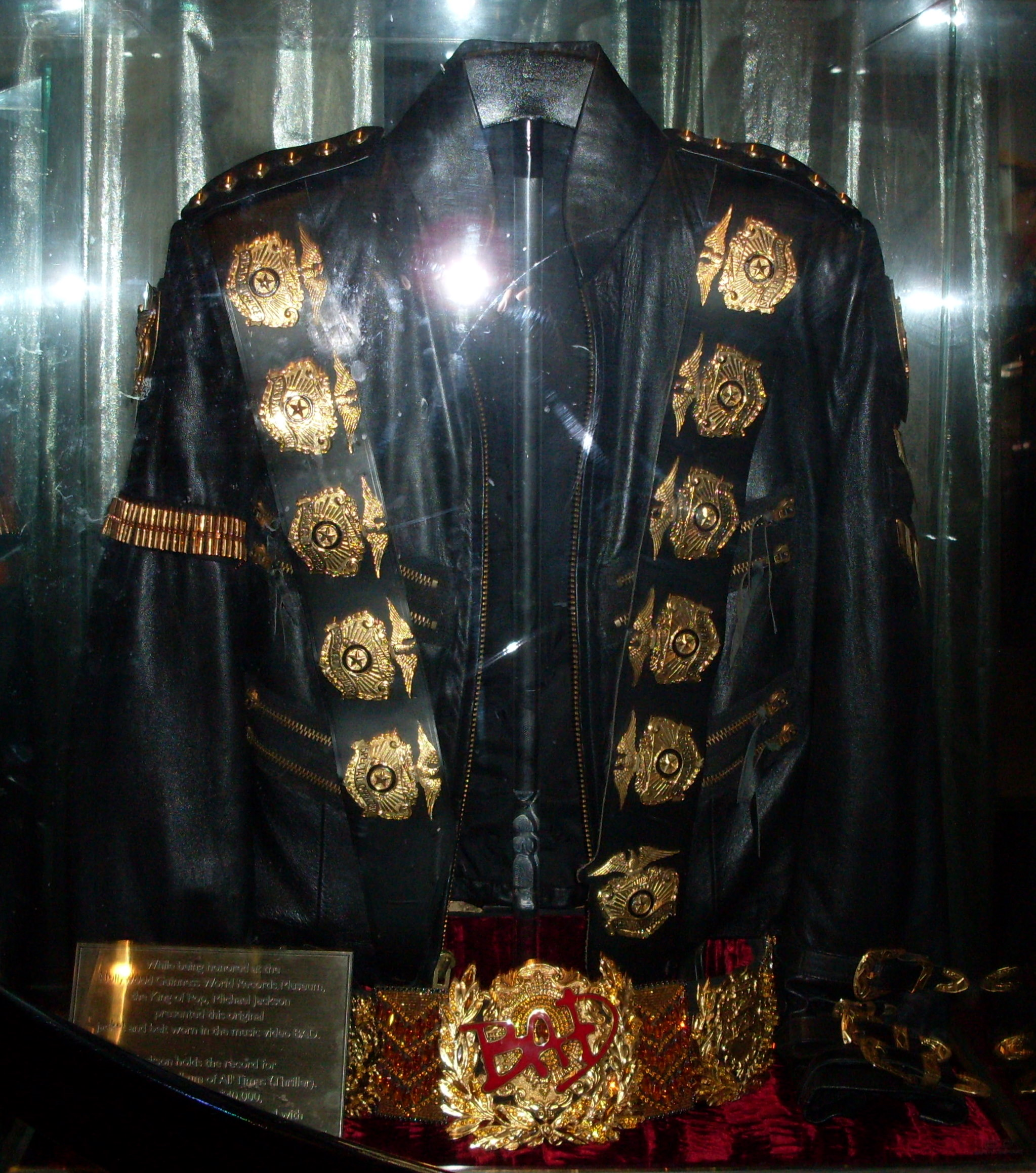
Chiếc áo jacket thời kỳ Bad của Jackson được trưng bày tại Bảo tàng Kỷ lục Guinness thế giới ở Hollywood

Jackson lấy cảm hứng từ sản phẩm của nhiều nhạc sĩ như Little Richard, James Brown, Jackie Wilson, Diana Ross, Fred Astaire, Sammy Davis Jr., Gene Kelly, David Ruffin, the Isley Brothers, Bee Gees và vũ công trong vở nhạc kịch West Side Story, những người ông tri ân trong video âm nhạc "Beat It" và "Bad". Theo David Winters, người từng gặp gỡ và kết bạn cùng Jackson trong khi biên đạo cho chương trình Diana! của Diana Ross vào năm 1971, Jackson xem West Side Story gần như mỗi tuần và là bộ phim ưa thích của ông. Trong khi Little Richard có những ảnh hưởng sâu sắc đến Jackson, James Brown mới là nguồn cảm hứng vĩ đại nhất của ông. Trong một lần nhắc đến Brown, Jackson khẳng định: "Từ khi còn là một đứa trẻ chưa đến 6 tuổi, mẹ tôi luôn gọi tôi dậy, bất kể thời gian hay vào lúc tôi đang ngủ, để xem ông ấy trình diễn trên truyền hình. Tôi đều ghi nhớ mỗi khi thấy ông ấy di chuyển. Tôi chưa từng thấy một người có lối trình diễn như James Brown và ngay thời khắc đó tôi biết mình phải làm những gì trong quãng đời còn lại bởi vì James Brown."
Michael Jackson thời trẻ có một giọng hát chịu ảnh hưởng lớn bởi Diana Ross. Không chỉ mang một hình tượng mẫu mực, Ross còn giám sát Jackson tập dượt như một người trình diễn hoàn thiện. Ông sau này thổ lộ: "Tôi biết bà ấy rất rõ. Bà ấy dạy cho tôi rất nhiều. Tôi từng ngồi xem bà ấy trình diễn. Bà là nghệ thuật trong chuyển động. Tôi học cách bà ấy di chuyển, cách bà ấy cất giọng." Jackson có lần bảo Ross: "Tôi muốn trở thành một người như bà, Diana ạ." Bà ấy trả lời: "Cậu hãy cứ là chính mình." Trong phong cách lâu dài của Jackson, ông sử dụng thán từ oooh như là sự thành kính đến Ross. Từ lúc bé, Jackson thường hát nhấn mạnh bằng những đoạn oooh cảm thán bất chợt. Diana Ross thường sử dụng hiệu ứng này trong nhiều bài hát thu âm cùng the Supremes.

### Chủ đề và thể loại
Không như nhiều nghệ sĩ khác, Jackson không sáng tác trên giấy. Thay vào đó, ông thu âm bằng một máy thu thanh và hát lại bằng trí nhớ của mình. Trong hầu hết các bài hát của ông, như "Billie Jean", "Who Is It" và "Tabloid Junkie", Jackson thường beatbox hay bắt chước tiếng nhạc cụ bằng giọng hát thay vì chơi nhạc cụ thật, cùng những âm thanh khác. Steve Huey của Allmusic khẳng định rằng trong suốt sự nghiệp đơn ca, tài năng của Jackson đã tạo điều kiện cho ông có cơ hội thử sức với hàng loạt chủ đề và thể loại âm nhạc khác nhau. Trong cương vị một nhạc sĩ, ông từng khám phá nhiều thể loại âm nhạc, bao gồm pop, soul, rhythm and blues, funk, rock, disco, post-disco, dance-pop và new jack swing.
Cũng theo Huey, Thriller là sự trau chuốt hơn những điểm mạnh của Off the Wall; những bản dance và rock trở nên kích động hơn, trong khi những giai điệu pop và ballad dường như nhẹ nhàng và truyền cảm hơn. Ca khúc nổi bật gồm các bản ballad "The Lady in My Life", "Human Nature" và "The Girl Is Mine"; mảng nhạc funk gồm "Billie Jean" và "Wanna Be Startin' Somethin'"; disco thì có "Baby Be Mine" and "P.Y.T. (Pretty Young Thing)". Với Thriller, Christopher Conelly của Rolling Stone bình luận rằng Jackson đã mở rộng sự kết hợp với đề tài hoang tưởng và hình ảnh bí ẩn. Stephen Thomas Erlewine của Allmusic nhấn mạnh đây là điều hiển nhiên ở những bài hát như "Billie Jean" hay "Wanna Be Startin' Somethin'". Với "Billie Jean", Jackson hát về một người hâm mộ cuồng nhiệt đã coi ông là bố của những đứa con cô ta Còn với "Wanna Be Startin' Somethin'", ông thúc giục người nghe chống lại những chuyện tầm phào của giới truyền thông. Ca khúc rock "Beat It" mang ý nghĩa chống lại bạo lực trong những băng nhóm, tri ân đến West Side Story và Huey coi đây là bài hát rock thành công đầu tiên của Jackson. Huey nhận thấy trong ca khúc cùng tên album, "Thriller" Jackson bắt đầu cho thấy sự hứng thú về hiện tượng siêu nhiên, một chủ đề mà ông lặp lại trong những năm tiếp theo. Năm 1985, Jackson đồng sáng tác ca khúc từ thiện "We Are The World"; nội dung nhân đạo sau này trở thành chủ đề lớn trong hình ảnh công chúng và sự nghiệp của ông.
- Trục trặc khi nghe? Xem hướng dẫn.

Ở Bad, khái niệm của Jackson về tình yêu có tính chất vụ lợi có thể thấy ở bài "Dirty Diana". Đĩa đơn đầu tiên "I Just Can't Stop Loving You" là một bản ballad tình yêu truyền thống, trong khi "Man In The Mirror" lại nói về sự thú nhận và quyết tâm. "Smooth Criminal" thì gợi lên những cuộc xô xát đẫm máu, hiếp dâm và thậm chí là giết người. Stephen Erlewine cho rằng Dangerous bộc lộ Jackson như một cá nhân hoàn toàn ngược đời. Ông bình luận rằng album đa dạng hơn Bad, khi vừa hấp dẫn khán giả thể loại urban lại vừa thu hút giới trung lưu với những bài hát như "Heal the World". Nửa đầu của album hướng về dòng new jack swing bao gồm các bài như "Jam" và "Remember The Time". Đây là album đầu tiên của Jackson lấy những mặt yếu kém của xã hội làm chủ đề chính; "Why You Wanna Trip on Me" là một ví dụ phản ảnh nạn đói, AIDS, nghiện hút và vô gia cư trên thế giới. Dangerous còn đề cập về vấn đề giới tính như trong "In The Closet". Bài hát chủ đề tiếp tục nhắc đến tình yêu vụ lợi và dục vọng ép buộc. Nửa sau của album bao gồm những ca khúc mang tính hướng nội nhiều hơn, như những bài hát mang ảnh hưởng Phúc âm "Will You Be There", "Heal the World" và "Keep the Faith"; đề cập đến nhiều vấn đề cá nhân và nỗi lo lắng. Ông viết ca khúc "Gone Too Soon" để tưởng nhớ người bạn Ryan White và cảnh ngộ khốn khó của nạn nhân bệnh AIDS.
HIStory thì tạo ra một không khí đầy mơ tưởng. Nội dung của album tập trung vào sự gian khổ và kiên trì đấu tranh của Jackson trong quá trình sản xuất. Bài hát new jack swing-funk-rock "Scream" và "Tabloid Junkie", cùng với bản ballad R&B "You Are Not Alone" là lời đáp trả những bất công và nỗi cô đơn mà ông cảm nhận, đồng thời là sự phẫn nộ trước những soi mói thái quá của giới truyền thông. Trong bản ballad "Stranger in Moscow", Jackson than thở về "sự mê muội đắm say", trong khi "Earth Song", "Childhood", "Little Susie" và "Smile" mang giai điệu pop opera. Với "D.S.", Jackson chỉ trích Tom Sneddon như một kẻ chống lại xã hội, kẻ coi người da trắng là thượng đẳng, ưu việt. Invincible cho thấy Jackson đã phải làm việc vất vả với nhà sản xuất Rodney. Đó là bản thu âm tập hợp nhạc urban soul như các bài "Cry", "The Lost Children", những bản ballad như "Speechless", "Break of Dawn" và "Butterflies", pha trộn thêm hip-hop, pop, rap trong "2000 Watts", "Heartbreaker" và "Invincible".

### Giọng hát
Jackson bắt đầu hát khi còn là một đứa trẻ, trải qua năm tháng thì giọng và cách hát của ông đã có những thay đổi đáng chú ý. Trong những năm 1971 đến 1975, ông giảm từ giọng nam cao ("boy soprano") sang kiểu giọng mái ("high tenor"). Quãng giọng khi đã trưởng thành của Jackson trải dài từ F2-E♭6. Jackson lần đầu sử dụng chất giọng nấc ("vocal hiccup") vào năm 1973, bắt đầu từ bài hát "It's Too Late to Change the Time" của album G.I.T.: Get It Together của the Jackson 5. Mãi đến khi thu âm Off the Wall, ông mới sử dụng lại kỹ thuật này—khá giống như việc nuốt không khí hoặc thở hổn hển. Có thể nghe thấy hiệu ứng này trọn vẹn trong video quảng bá "Shake Your Body (Down to the Ground)". Với sự ra đời của Off the Wall cuối thập niên 1970, năng lực của Jackson như một ca sĩ thực thụ bắt đầu được công nhận. Thời gian đó, Rolling Stone so sánh giọng ông như "nói lắp nín thở, vẩn vơ" theo kiểu Stevie Wonder. Họ cũng phân tích rằng "giọng hát vừa mềm mại vừa cứng cáp của Jackson thật tuyệt vời. Nó lướt một cách nhẹ nhàng cùng chất giọng falsetto đáng ngạc nhiên một cách táo bạo". Năm 1982 chứng kiến sự phát hành của Thriller, Rolling Stone cho rằng ông đang hát với một "giọng hát hoàn toàn trưởng thành" mà "đượm chút buồn".
Jackson thường xuyên cố tình phát âm sai cụm từ "come on", thỉnh thoảng đánh vần thành "c'mon", "cha'mone" hay "shamone", nhằm biểu lộ sự nhấn mạnh của ông. Vào đầu thập niên 1990, ông phát hành Dangerous mang nhiều tính nội tâm. Thời báo New York nhận thấy trong nhiều bài hát, ông "nín thở, giọng run run khi nhắc đến những mối lo toan hay chuyển sang thì thầm những lời tuyệt vọng, rít lên giận dữ qua những tiếng nghiến răng" và có một "giọng điệu đầy đau khổ". Còn khi hát về tình anh em hay lòng tự trọng, giọng ca của ông dường như trở nên "mềm mại" hơn. Khi nhận xét về Invincible, tạp chí Rolling Stone cho rằng Jackson ở tuổi 43 vẫn còn biểu diễn "những ca khúc mang giai điệu giọng thanh thoát và sự hòa giọng ngân vang". Nelson George kết luận giọng hát của Jackson rằng "Sự thanh nhã, phản kháng, giận dữ, trẻ con, chất giọng mái, sự mềm mại—tất cả trở thành những yếu tố làm nên tên tuổi một giọng ca lớn". Nhà phê bình văn hóa Joseph Vogel nhìn nhận "phong cách khác biệt [của Jackson] nằm ở khả năng truyền đạt cảm xúc mà không cần sử dụng ngôn ngữ: những biểu cảm ngấu nghiến, càu nhàu, thở hổn hển, khóc, cảm thán trứ danh; ông còn vặn vẹo từ ngữ cho đến khi chúng gần như không thể nhận thấy được nữa." Neil McCormick cho rằng phong cách ca hát không chính thống của Jackson "dộc đáo và hoàn toàn khác biệt, từ chất giọng falsetto thanh khiết đến âm giữa nhẹ nhàng và ngọt ngào; sự đè nén liền mạch giữa một loạt nốt nhanh [...] Khác biệt so với dòng nhạc soul truyền thống Mỹ, ông không thường trình bày những bản thuần ballad, nhưng khi ông thể hiện chúng (từ 'Ben' đến 'She's Out of My Life') hiệu ứng này trợ nên mạnh mẽ một cách giản đơn và chân thực."

### Video âm nhạc và vũ đạo

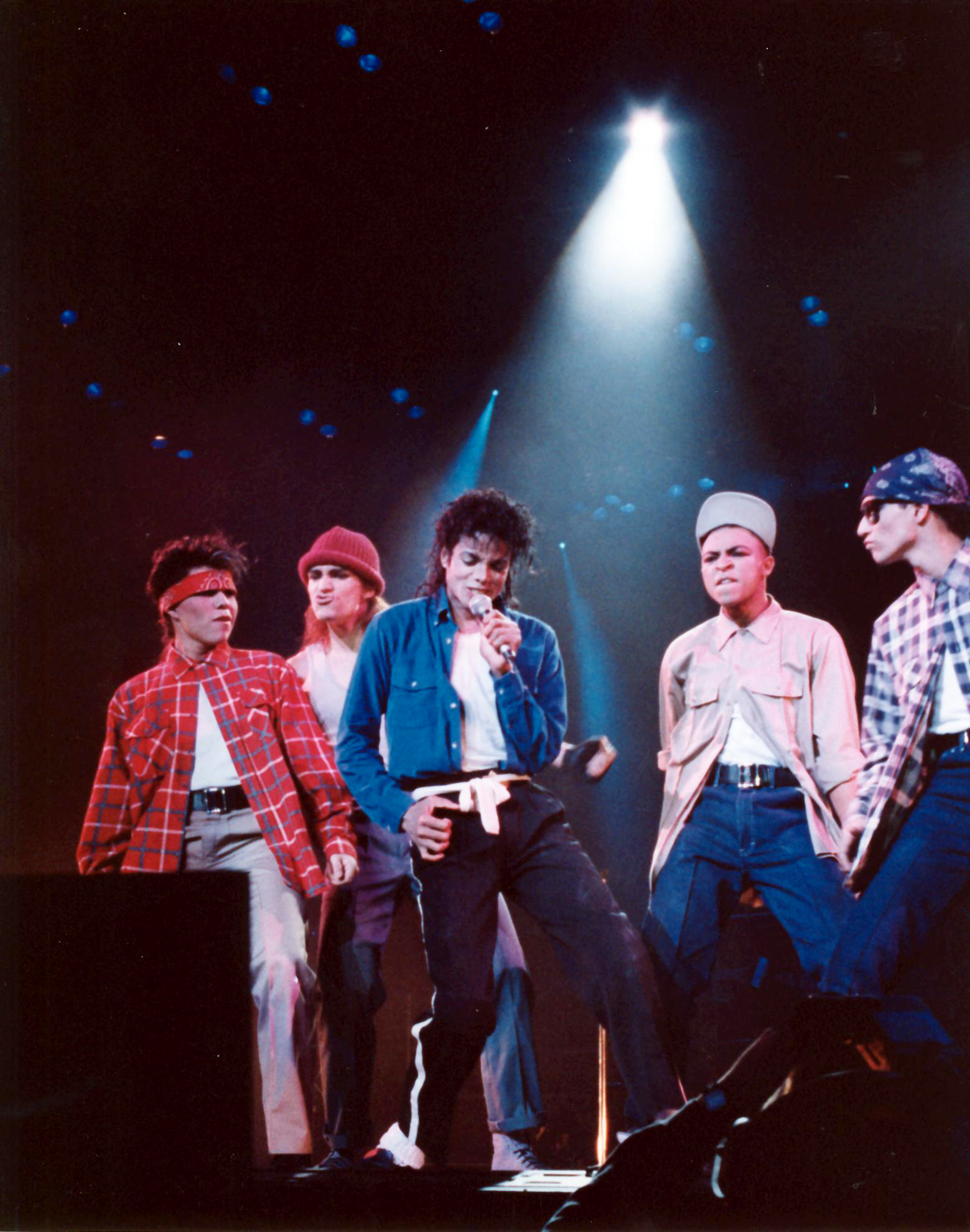
Jackson (giữa) thể hiện vũ đạo của "The Way You Make Me Feel" tại Bad World Tour năm 1988.

Jackson được vinh danh là "Ông hoàng của Video âm nhạc". Steve Huey từ AllMusic nhận thấy cách mà Jackson chuyển hóa video âm nhạc sang hình thức nghệ thuật và là một công cụ quảng bá thông qua cốt truyện phức tạp, vũ đạo, hiệu ứng đặc biệt và sự góp mặt của người nổi tiếng, đồng thời phá bỏ rào cản về chủng tộc. Trước Thriller, Jackson gặp nhiều khó khăn để gây được chú ý từ MTV do ông là người Mỹ gốc Phi. Trước những áp lực từ CBS Records, MTV trình chiếu "Billie Jean" và sau đó là "Beat It", tiến đến sự hợp tác lâu dài cùng Jackson, đồng thời giúp nhiều nghệ sĩ da màu được biết đến. 5 nhân viên từ MTV chối bỏ bất kỳ khẳng định phân biệt chủng tộc hay sức ép nào trên kênh này; MTV vẫn chơi nhạc rock từ bất kể chủng tộc nào. Sự phổ biến của Jackson trên MTV giúp cho kênh truyền hình này nhận được nhiều chú ý; trọng tâm của kênh sau đó chuyển sang pop và R&B. Màn trình diễn của ông trong Motown 25: Yesterday, Today, Forever đã thay đổi quy mô dàn dựng trực tiếp; "Màn trình diễn 'Billie Jean' nhép môi ấy của Jackson, bản thân nó không đặc biệt, nhưng điều phi thường nằm ở chỗ nó thay đổi tầm ảnh hưởng của một màn trình diễn thông thường; trình diễn trực tiếp hay nhép môi đều giống nhau trước mắt khán giả", tạo ra một thời kỳ nơi nghệ sĩ tái tạo hình tượng trong video âm nhạc lên sân khấu. Những thước phim ngắn như Thriller vẫn còn giữ nguyên tính độc đáo, trong khi vũ đạo trong "Beat It" thường xuyên được mô phỏng rộng rãi. Vũ đạo trong Thriller trở thành một phần quan trọng trong văn hóa đại chúng, Thriller khởi đầu một kỷ nguyên mới của video ca nhạc và được Kỷ lục thế giới Guinness vinh danh là video âm nhạc thành công nhất mọi thời đại.
Trong video "Bad" dài 18 phút do Martin Scorsese đạo diễn, Jackson bắt đầu sử dụng hình tượng gợi cảm và khả năng biên đạo chưa từng thấy trong các sản phẩm trước đây. Ông thỉnh thoảng túm lấy hoặc chạm vào ngực, thân mình và hạ bộ. Khi ông miêu tả đó là "biên đạo múa", "Bad" nhận được những khen chê lẫn lộn từ cả người hâm mộ lẫn phê bình. Tạp chí Time coi nó là điều "đáng hổ thẹn". Với "Smooth Criminal", Jackson sáng tạo cú "ngả người chống lại trọng lực"—khi người biểu diễn nghiêng một góc 45 độ từ tâm trọng lực, được thực hiện bằng một đôi giày đặc biệt giúp giữ chân của vũ công trên sân khấu. Động tác này được ông đăng ký bằng sáng chế ở Mỹ số 5,225,452. Mặc dù video ca nhạc "Leave Me Alone" (1989) không được phát hành chính thức tại Mỹ, vào năm 1989, video này giành 3 đề cử giải Billboard hạng mục video ca nhạc; cùng năm đó, video cũng giành giải thưởng Sư Tử Vàng cho chất lượng hiệu ứng đặc biệt. Năm 1990, "Leave Me Alone" giành giải Grammy cho hạng mục "Video âm nhạc dạng ngắn xuất sắc nhất".
Ông giành giải thưởng tiên phong của MTV vào năm 1988 và giải MTV Nghệ sĩ video của thập niên 1990 nhằm tôn vinh thành tựu nghệ thuật trong video ca nhạc của ông trong suốt thập niên 1980; vào năm 1991, giải thưởng được đổi sang tên ông để vinh danh ông. Video âm nhạc gây tranh cãi "Black or White" khởi chiếu cùng lúc vào ngày 14 tháng 11 năm 1991 tại 27 quốc gia với lượng người xem lên tới 500 triệu người, một kỷ lục vào thời điểm đó. Video có nhiều cảnh mang tính gợi dục và bạo lực. Những cảnh quay gây khó chịu ở nửa cuối video dài 14 phút được điều chỉnh lại nhằm tránh khỏi lệnh cấm chiếu và Jackson đã lên tiếng xin lỗi công chúng. Cùng với Jackson, những diễn viên khác như Macaulay Culkin, Peggy Lipton và George Wendt cũng xuất hiện trong video. Video "Remember the Time" được đầu tư kỹ lưỡng và trở thành một trong những video dài nhất của ông, với thời lượng hơn 9 phút. Lấy bối cảnh là Ai Cập cổ đại, nhà sản xuất phải sử dụng nhiều hiệu ứng thị giác, với sự tham gia của diễn viên Eddie Murphy, người mẫu Iman và vận động viên bóng rổ Magic Johnson trong nhiều vũ đạo phức tạp. "In the Closet" là một trong những video gợi cảm nhất của Jackson; siêu mẫu Naomi Campbell xuất hiện trong video và thực hiện những điệu múa tình tứ với Jackson. Video bị cấm chiếu tại Nam Phi.
Video ca nhạc "Scream", do Mark Romanek đạo diễn và thiết kế sản xuất bởi Tom Foden, là một trong những video được hoan nghênh từ giới phê bình. Năm 1995, video mang về 11 đề cử giải Video âm nhạc của MTV—nhiều hơn bất kỳ video nào khác—và giành được giải "Video nhảy xuất sắc nhất", "Bố trí đẹp nhất" và "Chỉ đạo nghệ thuật xuất sắc nhất". Bài hát và video "Scream" được cho là một nỗ lực phản kháng mạnh mẽ của hai anh em Jackson đối với lời buộc tội xâm hại tình dục trẻ em năm 1993. Một năm sau, video giành một giải Grammy hạng mục "Video âm nhạc dạng ngắn xuất sắc nhất" và sau đó được sách kỷ lục Guinness ghi nhận là video ca nhạc có chi phí đầu tư lớn nhất mọi thời đại với 7 triệu đô-la Mỹ. "Earth Song" có một video âm nhạc công phu và được đón nhận tốt, mang về một đề cử giải Grammy vào năm 1997. Video mang chủ đề vì môi trường, có những cảnh quay về ngược đãi thú vật, phá rừng, ô nhiễm và chiến tranh. Phát hành năm 1997 và khởi chiếu một năm trước đó tại Liên hoan phim Cannes, Ghosts là một bộ phim ngắn do Jackson và Stephen King sáng tác, đạo diễn bởi Stan Winston. Video Ghosts dài hơn 38 phút và hiện đang giữ kỷ lục là video ca nhạc dài nhất thế giới theo Sách kỷ lục Guinness.

## Di sản
Giới truyền thông đã tôn vinh Jackson là "Ông hoàng nhạc pop" bởi vì, trong suốt sự nghiệp của mình, ông đã tạo nên cuộc cách tân về nghệ thuật của video âm nhạc và mở đường cho nền nhạc pop hiện đại. Nhà báo Tom Utley tờ The Daily Telegraph đã mô tả những đóng góp của Jackson vào năm 2003 là "cực kỳ quan trọng" và là một "thiên tài". Trong phần lớn sự nghiệp, ông có sức ảnh hưởng ở cấp độ "không thể sánh kịp" đến thế hệ trẻ trên toàn cầu thông qua những đóng góp về âm nhạc và thiện nguyện của mình. Âm nhạc và video của Jackson, như Thriller, đã thúc đẩy sự đa dạng về chủng tộc trên kênh MTV, đưa kênh truyền hình còn non trẻ này đến với cộng đồng và chuyển hướng tập trung của kênh từ rock sang nhạc pop và R&B, từ đó định hình nên hệ thống một cách vững chắc. Tác phẩm của Jackson còn tiếp tục ảnh hưởng đến nhiều nghệ sĩ ở các thể loại âm nhạc khác nhau. BET mô tả Jackson "đơn giản là nhà giải trí vĩ đại nhất mọi thời đại" và là người "mở một cuộc cách mạng video âm nhạc và đưa nhiều điệu nhảy như moonwalk đến thế giới."
Steve Huey của AllMusic mô tả Jackson là "một gã hùng mạnh không thể bị cản phá, người thành thục tất cả những kỹ năng để chiếm phá các bảng xếp hạng: một giọng hát dễ dàng nhận biết, những động tác lôi cuốn, tính linh hoạt trong âm nhạc một cách đáng kinh ngạc và vô vàn sức mạnh của một ngôi sao". Vào giữa thập niên 1980, nhà phê bình âm nhạc của tạp chí Time, Jay Cocks nhận thấy "Jackson là điều đáng kể nhất từ the Beatles. Ông là hiện tượng nóng bỏng nhất kể từ Elvis Presley. Ông cũng có thể là ca sĩ da màu phổ biến nhất". Vào năm 1990, Vanity Fair gọi Jackson là nghệ sĩ nổi tiếng nhất trong lịch sử trình diễn. Vào năm 2007, Jackson phát biểu "Âm nhạc chính là lối thoát, là món quà mà tôi gửi đến tất cả người điệu mộ trên thế giới. Thông qua âm nhạc của bản thân, tôi biết mình sẽ trường tồn mãi mãi."
Không lâu sau khi Jackson mất, vào ngày 25 tháng 6 năm 2009, MTV quay lại định dạng trình chiếu video âm nhạc để kỷ niệm đến ông. Kênh trình chiếu video âm nhạc của ông hàng giờ liền, cùng nhiều bản tin trực tiếp đặc biệt về phản ứng của các ngôi sao và đội ngũ MTV. Trong buổi lễ tang vào ngày 7 tháng 7 năm 2009, nhà sáng lập hãng Motown Berry Gordy gọi Jackson là "nhà giải trí vĩ đại nhất mọi thời đại". Vào ngày 29 tháng 12 năm 2009, Viện phim Mỹ công nhận cái chết của Jackson là một "khoảnh khắc mang ý nghĩa trọng đại" khi "gây nỗi đau buồn trên khắp thế giới và những lời ca tụng chưa từng thấy trên toàn cầu". Vào năm 2015, hai thủ thư trường đại học tìm thấy những ảnh hưởng mở rộng của Jackson trong học thuật và được đề cập trong tài liệu học thuật, có liên quan đến một loạt các vấn đề. Cả hai tìm hiểu về các tác phẩm khác nhau của nhiều học giả và tập hợp thành một tài liệu chú thích. Tập tài liệu bao gồm những báo cáo nghiên cứu về Jackson trong âm nhạc, văn hóa đại chúng, hóa học và nhiều chủ đề khác.

## Vinh danh và giải thưởng

Chứng nhận đĩa bạch kim của Thriller được đặt tại Hard Rock Cafe, Hollywood tại Universal City, California

Trong suốt sự nghiệp của mình, Jackson đã nhận được nhiều giải thưởng và huân chương, trong đó có Giải thưởng Âm nhạc Thế giới cho "Nghệ sĩ pop nam bán đĩa chạy nhất thiên niên kỷ", Giải thưởng Âm nhạc Mỹ cho "Nghệ sĩ của thế kỷ" và giải Bambi cho "Nghệ sĩ Pop của Thiên niên kỷ". Tại lễ trao giải thưởng Âm nhạc Thế giới ở Luân Đôn vào ngày 15 tháng 11 năm 2006, Jackson nhận giải thưởng Kim cương cho hơn 100 triệu đĩa nhạc lưu hành trên toàn cầu.
Ông đã hai lần được vinh danh tại Đại sảnh Danh vọng Rock and Roll, lần thứ nhất vào năm 1997 cùng với các anh trai trong ban nhạc The Jackson 5 và lần thứ hai vào năm 2001 dưới vai trò của một nghệ sĩ hát đơn. Jackson được bổ nhiệm vào Đại sảnh Danh vọng Nhóm hát vào năm 1999 (như là thành viên nhóm Jackson 5) và tại Đại sảnh Danh vọng Nhạc sĩ vào năm 2002. Năm 2010, Jackson được giới thiệu vào Đại sảnh Danh vọng Khiêu Vũ như là người đầu tiên (và duy nhất) của nhạc pop và rock 'n' roll được vinh danh. Vào năm 2014, Jackson là một trong những thành viên bổ nhiệm năm thứ hai của Đại sảnh Danh vọng nhạc R&B; cha của Jackson, Joe Jackson đã nhận thay ông.
Thành tích nổi bật khác của Jackson còn là hàng loạt kỷ lục Guinness (ghi thêm 6 kỷ lục chỉ tính riêng năm 2006), 13 giải Grammy (bao gồm Giải Grammy Huyền thoại và Giải Grammy Thành tựu trọn đời), 26 giải thưởng Âm nhạc Mỹ (bao gồm giải "Nghệ sĩ của Thế kỷ" và "Nghệ sĩ của thập niên 1980"),—nhiều hơn bất kể nghệ sĩ nào, 13 đĩa đơn quán quân tại Hoa Kỳ trong sự nghiệp đơn ca—nhiều hơn bất kỳ nam nghệ sĩ nào trong thời kỳ Hot 100—và hơn 400 triệu đĩa nhạc tiêu thụ trên toàn cầu,[GC] giúp ông trở thành một trong những nghệ sĩ bán đĩa chạy nhất trong lịch sử âm nhạc. Jackson còn nhận được Bằng Doctor of Humane Letters từ United Negro College Fund và Huân chương Doctorate of Humane Letters từ Đại học Fisk.

## Danh sách đĩa nhạc
- Got to Be There (1972)
- Ben (1972)
- Music & Me (1973)
- Forever, Michael (1975)
- Off the Wall (1979)
- Thriller (1982)
- Bad (1987)
- Dangerous (1991)
- HIStory: Past, Present and Future, Book I (1995)
- Invincible (2001)

## Sự nghiệp điện ảnh
- The Wiz (1978)
- Michael Jackson's Thriller (1983)
- Captain EO (1986)
- Moonwalker (1988)
- Michael Jackson's Ghosts (1997)
- Men in Black II (2002)
- Miss Cast Away and the Island Girls (2004)
- Michael Jackson's This Is It (2009)
- Bad 25 (2012)
- Michael Jackson's Journey from Motown to Off the Wall (2016)

## Lưu diễn
- Bad World Tour (1987–1989)
- Dangerous World Tour (1992–1993)
- HIStory World Tour (1996–1997)
- MJ & Friends (1999)